# Dějiny Ghany

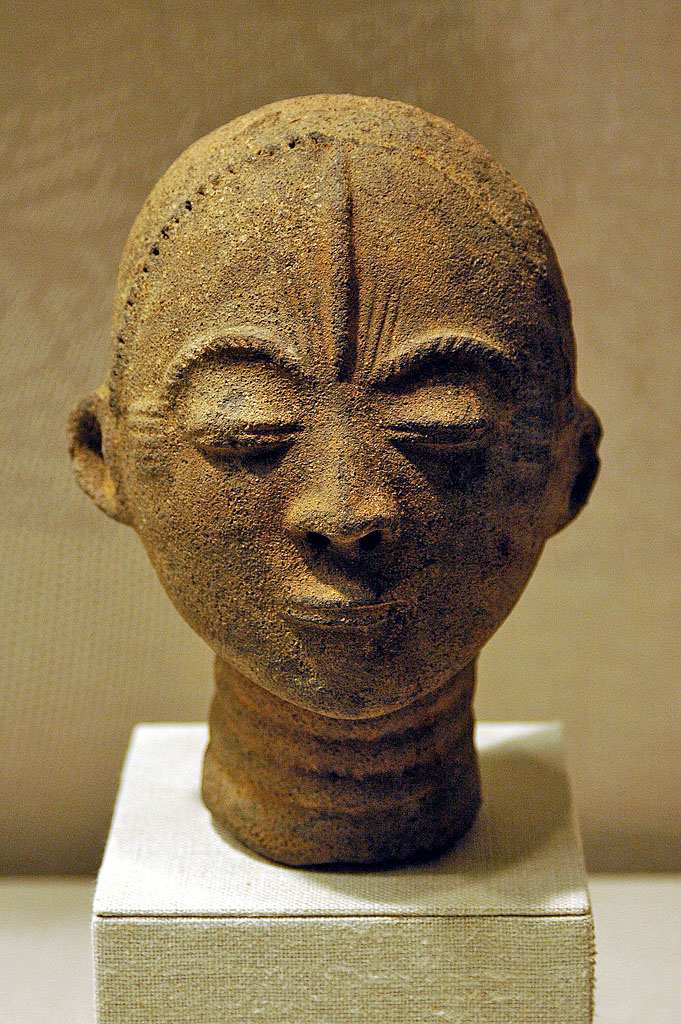
Ukázka terakoty Akanů z 16. až 17. století, Metropolitan Museum of Art, New York

Území moderní Ghanské republiky (tehdejší Zlaté pobřeží) vešlo v Evropě a Arábii ve známost jako Ghanská říše. Název dostala podle titulu místního vládce, Ghany. Zeměpisně se starověká Ghanská říše rozkládala 800 km severozápadně od moderní Ghany a ovládala území sahající od řeky Senegal východně až k řece Niger, tedy ležela na území moderního Senegalu, Mauritánie a Mali. Podle dostupných informací se Ghanská říše rozpadala v roce 1076 poté, co byla dobyta almorávidským generálem Abú Bakr ibn Umarem. Zmenšené ghanské království pokračovalo ve své existenci i poté, co skončila vláda Almorávidů. Později se stalo součástí různých sahelských říší, jako byla například Malijská říše. Přibližně ve stejné době jižně od Malijské říše vzniklo na území moderní severní Ghany Království Dagbon. Decentralizované státy ovládané tindaambou byly sjednoceny do království. Z Dagbonu později povstalo mnoho podříší, včetně Mossijského království (dnešní Burkina Faso), a království Bouna (dnešní Pobřeží slonoviny). Dagbon byl v této části Afriky průkopníkem v oblasti vzdělávání. Založil univerzitní město a ještě před příchodem Evropanů vyvinul vlastní písmo.
Ke konci klasické éry se v západní Africe vytvořila větší regionální království, jedním z nich bylo Ghanské království, které leželo severně od moderní Ghany. Před svým pádem na začátku 10. století se Akanové stěhovali na jih, během čehož založili několik států, včetně první říše státu Bono založené v 11. století, po které je pojmenována oblast Brong-Ahafo. Lidé Mole-Dagbon, kteří založili nejstarší centralizované politické Ghanské království, migrovali od jezera Čad na území dnešní Ghany. Vědci předpokládají, že etnické skupiny Akanů, jako jsou Ašanti, Akvamu, Akyemové, Fanteové a další, mohou mít kořeny v původní osadě státu Bono, v Bono Manso. Vláda Ašantského království nejdříve fungovala jako volná síť a nakonec jako centralizované království s pokročilou, vysoce specializovanou byrokracií, soustředěnou v hlavním městě Kumasi.

## Rané dějiny

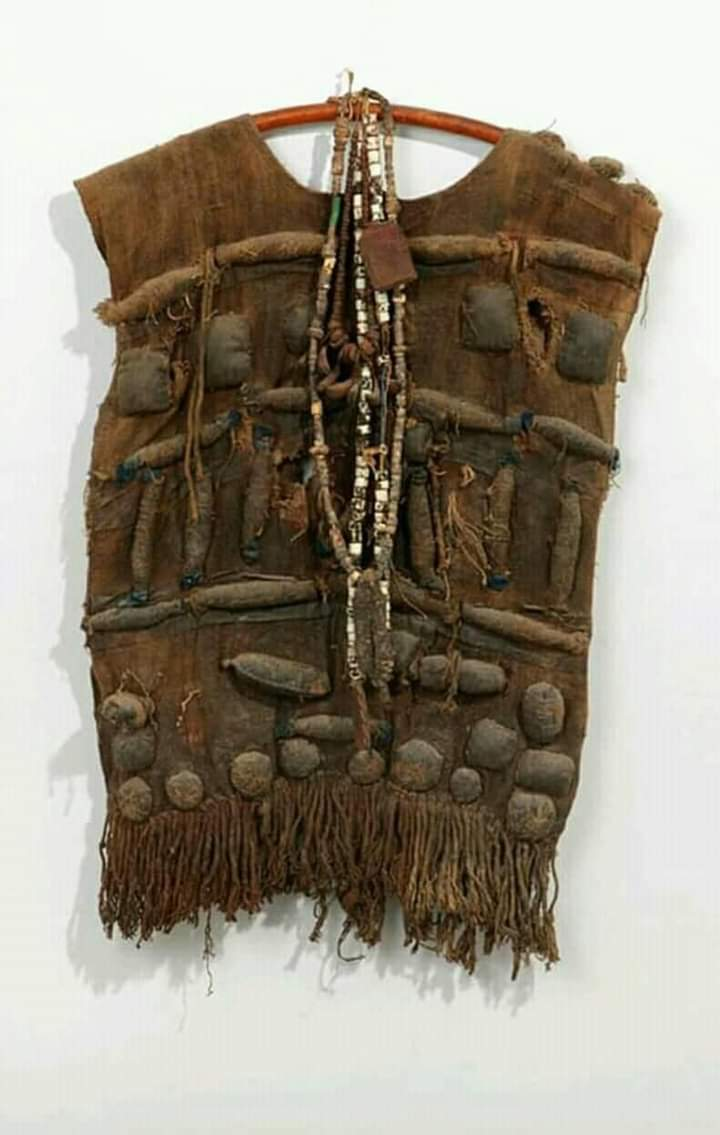
Vojenská regálie království Dagbon

Do konce 16. století se většina etnických skupin tvořících moderní ghanskou populaci usadila v oblastech, které stále obývají. Archeologické pozůstatky nalezené v pobřežní oblasti naznačují, že toto území bylo osídleno již od doby bronzové (c. 2000 př. n. l.), ale tyto společnosti založené na rybolovu po sobě zanechaly pouze málo stop. Archeologické výzkumy také naznačují, že střední Ghana, území ležící severně od lesní zóny, byla osídlena již před 3000 až 4000 lety. Tato migrace byla částečně výsledkem formování a rozpadu řady velkých států v západním Súdánu (v oblast ležící severně od moderní Ghany odvodňované řekou Niger). Striktně vzato bylo slovo Ghana titulem krále, ale Arabové, kteří zanechali záznamy o tomto království, tímto termínem označovali jak krále, tak hlavní město i celý stát. Berberský historik a geograf z 9. století Al Yaqubi popsal starověkou Ghanu jako jeden ze tří nejvíce organizovaných států v daném regionu.
Jeho vládci byli proslulí svým zlatým bohatstvím, přepychovými dvory i svými loveckými a válečnými schopnostmi. Byli také mistry obchodu se zlatem, což přitáhlo severoafrické obchodníky do západního Súdánu. Vojenské úspěchy těchto a pozdějších západosúdánských vládců a jejich kontrola nad zlatými doly v této oblasti představovaly spojení jejich historických vztahů s obchodníky a vládci v severní Africe a ve Středomoří.
Ghanská říše podlehla útokům svých sousedů v 11. století, ale její jméno a pověst přetrvaly. Ačkoliv žádný ze států západního Súdánu nekontroloval území v oblasti, která je moderní Ghanou, několik království, která zde později vznikla, byla pravděpodobně ovládána šlechtici, kteří z tohoto území přišli. Saharský obchod, který přispěl k expanzi království v západním Súdánu, také vedl k rozvoji kontaktů s regiony na severu současné Ghany, stejně jako v jižních zalesněných oblastech.
Růst obchodu podnítil rozvoj raných států Akanů ležících na obchodní stezce vedoucí ke zlatým ložiskům, která se nacházela v zalesněné oblasti na jihu. Samotný les byl pouze řídce osídlen, ale akansky mluvící etnika se do něj začala stěhovat na počátku 15. století v době, kdy se do oblasti dostaly plodiny z jihovýchodní Asie a Nového světa, které mohly být přizpůsobeny podmínkám místního lesa. Mezi těmito plodinami byl čirok, banány a maniok. Počátkem 16. století evropské zdroje zaznamenaly existenci na zlato bohatých států Akanů a Twifu v údolí řeky Ofin.
Království Mole-Dagbon jsou nejstarší politická království, která se rozkládala na území moderní Ghany. Naa Gbewaa založil mnoho království, jako bylo Království Dagbon, Gmamprugu, Nanung a další. Tato království se rozprostírala v oblastech Upper East Region, Upper West Region, North East Region a Northern Region. Království Dagbon zuřivě odolávalo otroctví a kolonizaci a dávalo přednost obchodu se zbožím, než s lidmi. V důsledku toho bylo království výrazně ovlivněno islámem kvůli obchodu se sousedními královstvími pod vládou Yaa Naa Zanginy. Evropský a koloniální vliv byl spíše v jižní a střední Ghaně.

## Království Dagbon
Podle ústní tradice i archeologických nálezů byly státy Dagombů nejranějšími státními útvary, které na území dnešní Ghany vznikly, a to již v 11. století. Do 16. století dosáhly značného rozvoje. Přestože vládci těchto států většinou nebyli muslimové, vítali muslimy ve své zemi jako písaře či lékaře. Tím byl islámem ovlivněn sever země a islámský vliv se dále rozšířil i díky obchodníkům a duchovním.
V širokém pásu nehostinné země mezi severní hranicí státu Dagombů ovlivněného muslimy a nejjižnějšími výběžky Mossijského království žily národy, které nebyly součástí dagombského etnika. Mezi těmito národy byli Kassenové, kteří se živili zemědělstvím. Ti žili v tzv. segmentované společnosti, spojeni spolu příbuzenským poutem a vládla jim hlava jejich klanu. Obchod mezi královstvím Akanů a Mossijským královstvím procházel jejich územím, čímž byli vystaveni jak islámskému vlivu, tak také docházelo k drancování jejich oblasti.

## Stát Bono
Stát Bono byl obchodní stát vytvořený lidmi Bono. Nacházel se v oblasti dnešní jižní Ghany. Byla to etnická skupina náležící k Akanům, která mluvila jazykem Twi. Stát byl založen pravděpodobně v 11. století. Obchod se zlatem, který zažil značný rozkvět již ve 12. století, byl původem moci a bohatství Akanů v této oblasti. Několik typických aspektů akanské kultury pochází ze státu Bono. Například deštník používaný králi, královské stoličky či trůny, zlatnictví, kovářství, tkaní látek kente či vážení zlata.

## Ašantská říše

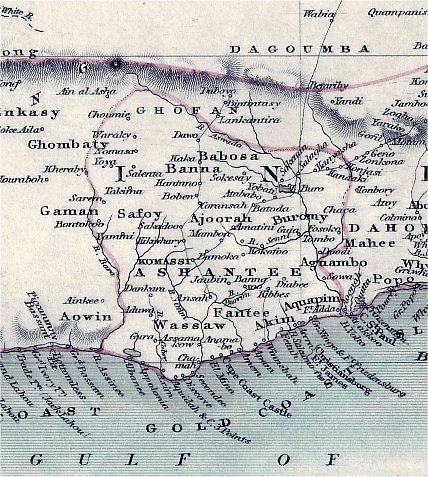
Mapa Ašantské říše

V době, kdy byl náčelníkem Oti Akenten (asi 1630–1660), přivedla řada úspěšných vojenských operací namířených proti sousedním akanským státům, tato území do spojenectví s Ašanty. Na konci 17. století se Osei Tutu stal Asantehenem, králem Ašantů. Za jeho vlády se konfederace ašantských států přeměnila na říši s hlavním městem Kumasí. Následovala politická a vojenská konsolidace, která vyústila v pevně zavedenou centralizovanou moc.
Osei Tutu byl silně ovlivněn veleknězem Anokyem, který podle legendy zajistil, aby z nebe sestoupil zlatý stolec, který zpečetil spojení ašantských států. Takovéto stoličky již dříve fungovaly jako tradiční symboly náčelnictví, ale zlatý stolec představoval sjednoceného ducha všech spojených států a zakládal dvojí oddanost. Zlatý stolec zůstává respektovaným národním symbolem ctícím tradici a má důležitou roli v ašantském rituálu.
Osei Tutu dovolil nově dobytým územím, která se připojila ke konfederaci, zachovat si vlastní zvyky i náčelníky, kteří dostali místa ve státní radě Ašantů. Toto jeho gesto učinilo proces připojování dalších území relativně snadným a bezproblémovým. V ašantských částech konfederace každý menší stát nadále uplatňoval vnitřní samosprávu a jeho šéf žárlivě střežil výsady státu před zásahy ústřední moci. Vznikla však silná jednota, protože různé komunity podřizovaly své individuální zájmy ústřední autoritě v záležitostech národního zájmu.
V polovině 18. století byla Ašantská říše vysoce organizovaným státem. Výbojné války, které do konfederace přivedly i království Dagbon, Mamprusi a Gonja, byly vyhrány za vlády Opoku Wareho I. (ten zemřel roku 1750), který byl nástupcem Osei Kofi Tutua I. Do 20. let 19. století rozšiřovali ašantští vládci hranice své země směrem k jihu. Ačkoliv severní expanze spojily ašantské území s obchodními stezkami vedoucími přes poušť i s Hauskými městskými státy, jižní výboje je přivedli do kontaktu, někdy antagonistického, s pobřežními oblastmi ovládanými lidmi Fante a také s různými evropskými obchodníky, jejichž pevnosti byly vybudovány na Zlatém pobřeží.

## Raný kontakt s Evropany a obchod s otroky

Znázornění trojúhelníku obchodu s otroky

Když do oblasti Zlatého pobřeží přišli na konci 15. století první evropští kolonizátoři, snažili se konsolidovat nově získané území a usadit se v bezpečných a trvalých sídlech. Zpočátku se Zlaté pobřeží neúčastnilo vývozu otroků, naopak, jak uvádí i zprávy předního koloniálního historika z Ghany, Ivora Wilkse, zkupovali Akanové otroky od portugalských obchodníků, kteří je nakupovali v jiných částech Afriky, včetně Konga a Beninu, aby zvýšili pracovní sílu dostupnou pro budování státu.
Portugalci se do oblasti nazvané Zlaté pobřeží dostali v roce 1471. Své jméno oblast dostala pro důležitá naleziště zlata. Portugalský zájem o obchod se zlatem, slonovinou a pepřem vzrostl natolik, že v roce 1482 Portugalci postavili svou první stálou obchodní stanici na západním pobřeží dnešní Ghany. Tato pevnost zvaná São Jorge da Mina, jenž byla později přejmenována na hrad Elmina, byla postavena na ochranu portugalského obchodu před evropskými konkurenty a po častých přestavbách a úpravách se dochovala do současnosti.
Po více než století zůstala portugalská pozice na Zlatém pobřeží bezpečná. Během té doby se Lisabon snažil soustředit veškerý obchod v regionu do králových rukou prostřednictvím jmenovaných úředníků v São Jorge da Mina. K zajištění své pozice používali i sílu, aby zabránili anglickým, francouzským a vlámským snahám obchodovat v této oblasti. V roce 1598 začali na Zlatém pobřeží obchodovat Nizozemci. Ti do roku 1612 postavili pevnosti v Komendě a Kormantsi. V roce 1637 dobyli portugalský hrad Elminu a v roce 1642 Axim. V polovině 17. století se přidali další evropští obchodníci, a to převážně Angličané, Dánové a Švédové. Zlaté pobřeží bylo poseto více než 30 pevnostmi a hrady, které postavili nizozemští, britští a dánští kupci především k ochraně svých zájmů před ostatními Evropany a piráty. Zlaté pobřeží se tak stalo místem s největší koncentrací evropské vojenské architektury mimo Evropu. Někdy byli Evropané během svých snah o rozvoj obchodních spojenectví s místními politickými orgány zataženi do konfliktů s místními obyvateli. Tyto aliance, často komplikované, zahrnovaly jak Evropany, kteří se pokoušeli získat nebo přesvědčit své nejbližší spojence, aby zaútočili na konkurenční evropské přístavy a jejich africké spojence, nebo naopak různé africké mocnosti, které se snažily naverbovat Evropany jako žoldáky ve svých mezistátních válkách nebo jako diplomaty pro řešení jejich konfliktů. Pevnosti byly v průběhu let stavěny, opouštěny, napadány, dobývány, prodávány a vyměňovány a mnoho míst bylo v různých dobách obsazeno různými soupeřícími evropskými národy.
Nizozemská západoindická společnost fungovala po většinu 18. století. Britská Africká obchodní společnost založená v roce 1750, byla nástupcem několika dřívějších organizací tohoto typu. Tyto podniky stavěly a obsazovaly nové stanice, zatímco společnosti prováděly své obchodní aktivity a bránily své příslušné jurisdikce s různou mírou vládní podpory. Švédové a Prusové zde měli pouze krátkodobé podniky. Místní státy udržovaly různá spojenectví s koloniálními mocnostmi a mezi sebou navzájem, což vyústilo v roce 1806 v ašantsko-fantskou válkou, stejně jako pokračující boj Ašantské říše proti Britům, mezi nimiž došlo ke čtyřem anglo-ašantským válkám. Dánové zde zůstali do roku 1850, poté se ze Zlatého pobřeží stáhli. Britové získali majetek všech holandských pobřežních pevností v poslední čtvrtině 19. století, čímž se stali dominantní evropskou mocností na Zlatém pobřeží.
Na konci 17. století vedly sociální změny ve státních zřízeních Zlatého pobřeží k transformacím ve válčení a k posunu z ekonomiky vyvážející zlato a dovážející otroky na ekonomiku založenou na vývozu otroků. Někteří učenci zpochybnili předpoklad, že vládci na Zlatém pobřeží se zapojovali do expanzních válek pouze za účelem získání otroků pro export. Například Ašantská říše vedla válku hlavně proto, aby pacifikovala území, která byla pod jejich kontrolou, aby vymáhala platbu tributu od podřízených království a zajistila si přístup k obchodním cestám, zejména těm, které spojovaly vnitrozemí s pobřežím.
Dodávka otroků na Zlatém pobřeží byla zcela v afrických rukou. Většina vládců, jako byli králové různých akanských států, se zabývali obchodem s otroky, stejně jako místní obchodníci. Demografický dopad obchodu s otroky na západní Afriku byl pravděpodobně podstatně větší než počet skutečně zotročených, protože značný počet Afričanů zahynul během válek a útoků banditů nebo když v zajetí čekali na přesun. Všechny národy se zájmem o západní Afriku se účastnily obchodu s otroky. Vztahy mezi Evropany a místním obyvatelstvem byly často napjaté a nedůvěra vedla k častým střetům. Nemoci způsobily vysoké ztráty mezi Evropany zapojenými do obchodu s otroky, ale vysoké zisky nadále přitahovaly další obchodníky.
Šíření myšlenky zavrhující otroctví mezi Evropany bylo pomalé. Ačkoliv jednotliví duchovní odsoudili obchod s otroky již v 17. století, hlavní křesťanské denominace přispěly jen málo k dalšímu ranému úsilí o jeho zrušení. V roce 1807 použila Británie svou námořní sílu a své diplomatické síly k tomu, aby svým občanům zakázala obchod s otroky a zahájila kampaň za zastavení mezinárodního obchodu. Britské snažení pomohlo snížit vnější obchod s otroky. Dovoz otroků do Spojených států byl zakázán v roce 1808. Tyto snahy však nebyly úspěšné až do 60. let 19. století kvůli pokračující poptávce po práci otroků na plantážích. Protože ukončení obchodu s otroky trvalo desetiletí, někteří historici pochybují, že humanitární impuls inspiroval abolicionistické hnutí. Podle historika Erica Williamse například Evropa zrušila transatlantický obchod s otroky proto, že jeho ziskovost byla podkopána průmyslovou revolucí.

## Zlatonosné pobřeží

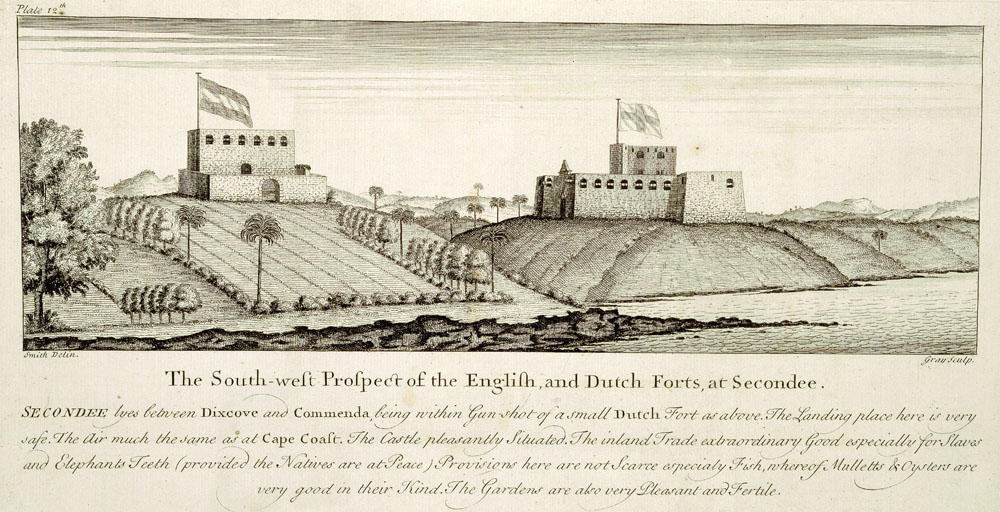
Sousedství britské a nizozemské pevnosti v Sekondi

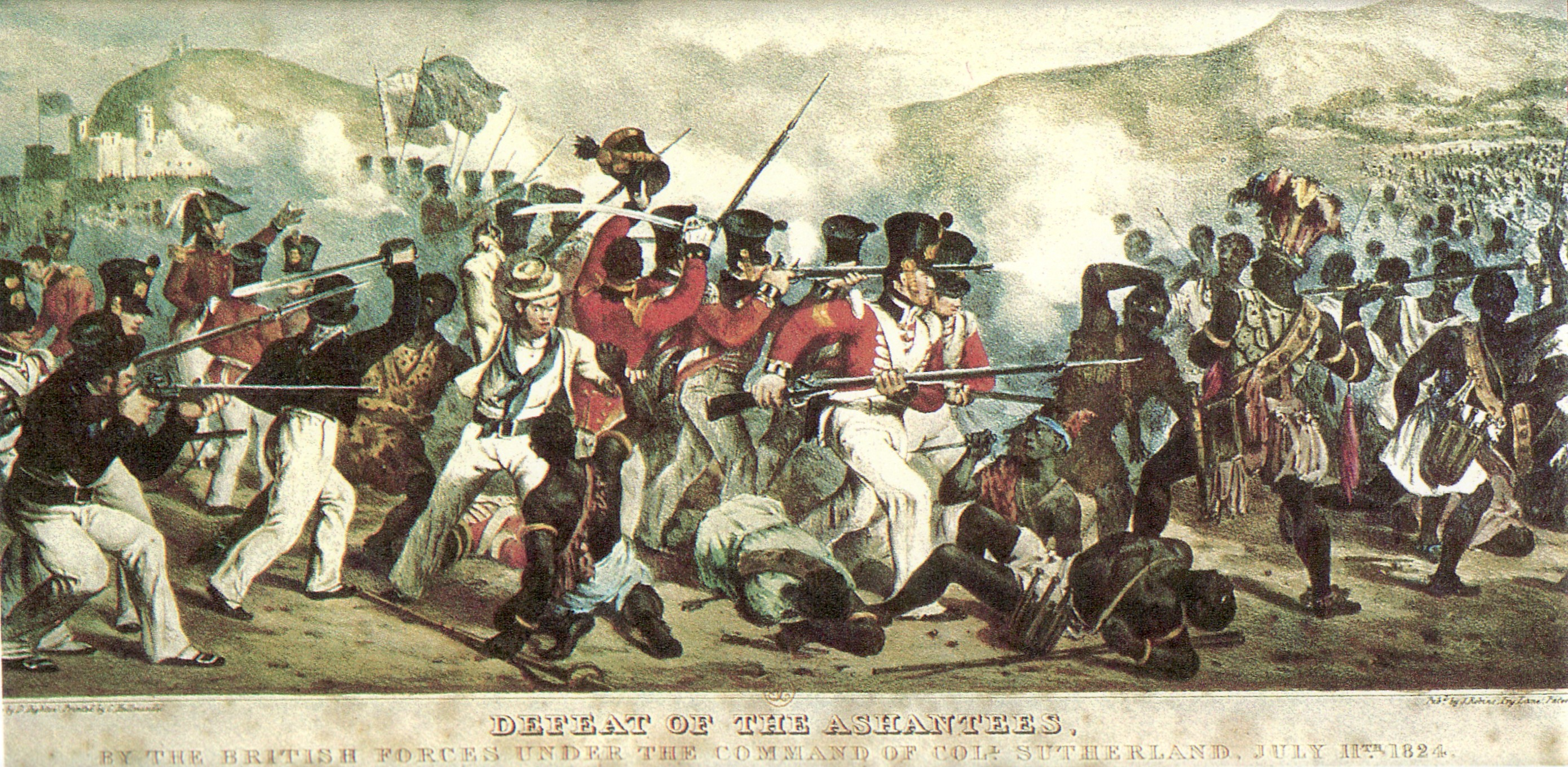
Vyobrazení bitvy během anglo-ašantských válek

V druhé poloviny 19. století byli Nizozemci a Britové jedinými obchodníky, kteří zůstali na Zlatém pobřeží. Poté, co se Nizozemci v roce 1874 z oblasti stáhli, udělala Británie z tohoto území protektorát, britskou korunní kolonii. Základy britské nadvlády a případného zřízení kolonie na Zlatém pobřeží položily dva hlavní faktory: britská reakce na ašantské války a výsledná nestabilita a narušení obchodu a rostoucí zájem Británie o potlačení a odstranění obchodu s otroky.
Během většiny 19. století se Ašanti snažili rozšířit svou vládu a podporovat a chránit svůj obchod. K první ašantské invazi do pobřežních oblastí došlo v roce 1807, znovu na jih podnikli invazi v letech 1811 a 1814. Tyto invaze, i když nebyly rozhodující, narušovaly obchod a ohrožovaly bezpečnost evropských pevností. Místní britské, nizozemské a dánské úřady byly nuceny s Ašanty uzavřít příměří. V roce 1817 Africká obchodní společnost podepsala smlouvu o přátelství, která uznala ašantské nároky na suverenitu nad rozsáhlými oblastmi pobřeží a jejich obyvateli.
Lidé žijící na pobřeží, zejména někteří lidé Fante a obyvatelé nově založeného města Accra, se začali spoléhat na britskou ochranu proti ašantským nájezdům, ale možnosti obchodních společností poskytnout tuto ochranu byly omezené. Britská koruna Britskou africkou obchodní společnost v roce 1821 rozpustila a pravomoc nad britskými pevnostmi na Zlatonosném pobřeží svěřila do rukou Charlesu MacCarthymu, guvernérovi Sierry Leone. Do poloviny 19. století zůstaly tyto britské pevnosti a Sierra Leone pod společnou správou. MacCarthy měl mandát nastolit mír a ukončit obchod s otroky. Podporoval proto místní obyvatelstvo, aby se postavilo ašantské nadvládě z Kumasí, a také uzavřel hlavní cesty k pobřeží. I nadále však docházelo k menším incidentům a sporadickým válkám. V roce 1823 vypukla první anglo-ašantská válka, která trvala do roku 1831. MacCarthy byl zabit a většina jeho sil byla zničena v roce 1824 v bitvě s ašantskými silami.
Když anglická vláda koncem 20. let 19. století dovolila, aby se kontrola nad osadami v Zlatonosném pobřeží vrátila Britské africké obchodní společnosti, byly vztahy s Ašanty stále problematické. Z ašantského hlediska Britové nedokázali kontrolovat aktivity svých místních pobřežních spojenců. MacCarthyho snahy o podnícení pobřežních obyvatel, aby se Ašantům postavili a následný britský vojenský útok v roce 1824, ukázaly ašantským úřadům evropský, zejména britský nerespekt vůči nim.

### Protestantská misie
Spolu s obchodními zájmy a snahou o vlastní proslavení se, byla evangelická misie dalším silným impulsem k imperialismu. Prakticky celá západní Afrika sestávala z otrokářských společností, ve kterých bylo válčení s cílem získat nové otroky ekonomickou, sociální i politickou realitou. Misionáři se zorganizovali, aby byl obchod s otroky zrušen. Zrušením otroctví však nezmizela nucená dětská práce. Prvními misionáři byla směska duchovních z Evropy, Afriky a Karibiku, kterou zaměstnávala Basilejská misie. Ta měla napjatý rozpočet a běžně byla závislá na dětské práci. Tyto děti byly studenty misijních škol, kteří svůj čas dělili mezi všeobecné vzdělání, studium náboženství a neplacenou práci pro misii. Basilejská misie si stanovila za svoji prioritu zmírnění tvrdých podmínek dětské práce způsobené otroctvím a dluhovým otroctvím jejich rodičů.

### Koloniální éra
V roce 1830 vybral londýnský výbor obchodníků kapitána George Macleana, aby se stal předsedou místní rady obchodníků. Ačkoliv jeho jurisdikce byla po právní stránce omezená, Macleanovy úspěchy byly značné. Například byla v roce 1831 sjednána mírová smlouva s Ašanty. Maclean také dohlížel na lidi žijící na pobřeží tím, že pořádal v Cape Coast řádný soud, kde trestal ty, kteří byli shledáni vinnými z narušování míru. Mezi lety 1830 a 1843, kdy zde Maclean působil, nedošlo k žádným konfrontacím s Ašanty a objem obchodu se údajně ztrojnásobil.
Macleanovo uplatňování omezené soudní moci na pobřeží bylo tak účinné, že parlamentní výbor doporučil, aby britská vláda trvale spravovala své osady a vyjednávala smlouvy s pobřežními náčelníky, které by definovaly jejich vzájemné vztahy. Vláda tak učinila v roce 1843, kdy byla obnovena korunní vláda. Prvním guvernérem Zlatonosného pobřeží se stal H. Worsley Hill. Pod Macleanovou správou se několik pobřežních kmenů dobrovolně podrobilo britské ochraně. Hill přistoupil k definování podmínek a odpovědnosti své jurisdikce nad chráněnými oblastmi. S řadou náčelníků lidu Fante a s dalšími místními náčelníky vyjednal zvláštní smlouvu, která vešla ve známost jako Bond of 1844. Tento dokument zavázal místní vůdce podřídit britské jurisdikci závažné zločiny a položil právní základ pro následnou britskou kolonizaci.
Vojenské konfrontace mezi Ašanty a lidmi Fante přispěly k růstu britského vlivu na Zlatém pobřeží, protože státy Fante, znepokojené ašantskými aktivitami na pobřeží, podepsaly ve Fomena-Adansi smlouvu Bond of 1844, která Britům umožnila uzurpovat soudní moc a nahradila tak africké soudy. Další pobřežní státy, stejně jako další státy ležící více ve vnitrozemí, nakonec tuto dohodu také podepsaly, čímž byl akceptován britský vliv, který byl posílen a dále rozšířen. Podle podmínek této dohody Britové navodili dojem, že budou chránit pobřežní oblasti, a tak vznikl neformální protektorát. Vzhledem k tomu, že odpovědnost za obranu místních spojenců a řízení dalších záležitostí protektorátu narůstala, byla správa Zlatonosného pobřeží v roce 1850 oddělena od správy Sierry Leone.
Počínaje rokem 1850 se pobřežní oblasti stále více dostávaly pod kontrolu guvernéra britských pevnostní, kterému pomáhala Výkonná rada a Legislativní rada. Výkonná rada byla malým poradním orgánem sestávajícím z evropských úředníků. Doporučovala zákony a hlasovala o daních, které podléhaly schválení guvernéra. Legislativní rada zahrnovala členy Výkonné rady a neoficiálními členy byli zástupci původně vybraní z britských komerčních zájmů. Po roce 1900 byli do Legislativní rady přidáni tři náčelníci a tři další Afričané, i když k zahrnutí Ašantů a Afričanů ze severu došlo až mnohem později. V dubnu 1852 se místní náčelníci a starší setkali v Cape Coast, aby se poradili s guvernérem o prostředcích zvýšení příjmů. Se souhlasem guvernéra se rada náčelníků ustavila jako zákonodárné shromáždění. Guvernér při schvalování svých usnesení naznačil, že shromáždění náčelníků by se mělo stát trvalou součástí ústavního zřízení protektorátu, ale shromáždění nedostalo žádnou konkrétní ústavní pravomoc přijímat zákony nebo vybírat daně bez souhlasu lidu.

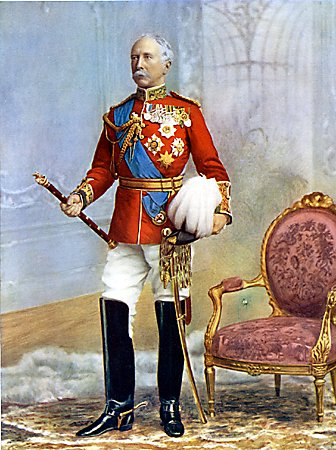
Generálmajor Garnet Wolseley

Druhá anglo-ašantská válka vypukla v roce 1863 a trvala do roku 1864. V roce 1872 se britský vliv na Zlatonosném pobřeží dále zvýšil, když Británie zakoupila hrad Elminu, poslední z nizozemských pevností na pobřeží. Ašanti, kteří roky považovali Nizozemce z Elminy za své spojence, tím ztratili poslední obchodní odbytiště pro námořní obchod. Aby zabránili této ztrátě a aby si zajistili pokračování těchto příjmů, v roce 1873 podnikli poslední expanzi na pobřeží. Po prvních úspěších se nakonec střetli s dobře vycvičenými britskými silami, které je přinutily ustoupit za řeku Pra. Pozdější pokusy Ašantů vyjednat s Brity urovnání konfliktu odmítl britský velitel generálmajor Garnet Wolseley. Britové napadli Ašanty se značnou vojenskou silou a zahájili třetí anglo-ašantskou válku. Útok, který v lednu 1874 zahájilo 2500 britských vojáků a velké množství afrických pomocných jednotek, vedl k obsazení a vypálení Kumasí, hlavního města Ašantské říše. V důsledku výkonu stále se rozšiřujících soudních pravomocí na pobřeží a také kvůli zajištění toho, aby pobřežní národy zůstaly pevně pod kontrolou, vyhlásili Britové 24. července 1874 existenci kolonie Zlatonosné pobřeží, která sahala od pobřeží do vnitrozemí až k okraji ašantského území. Ačkoliv pobřežní národy nebyly tímto krokem nadšeny, nedošlo k žádnému odporu. Následovala mírová smlouva z roku 1875, která vyžadovala, aby se Ašanti vzdali jakéhokoliv nároku na mnoho jižních území. Ašanti také museli udržovat cestu do Kumasí otevřenou pro obchod. Od tohoto okamžiku moc Ašantské říše neustále klesala. Konfederace se pomalu rozpadala, když se podřízená území odtrhovala a přecházela pod britskou nadvládu. Prosazování smlouvy vedlo k opakujícím se potížím a vypuknutí bojů. To vedlo ke čtvrté anglo-ašantské válce, která trvala od roku 1894 do roku 1896. V roce 1896 Britové vyslali další expedici, která opět obsadila Kumasí a donutila Ašanty stát se protektorátem britské koruny.

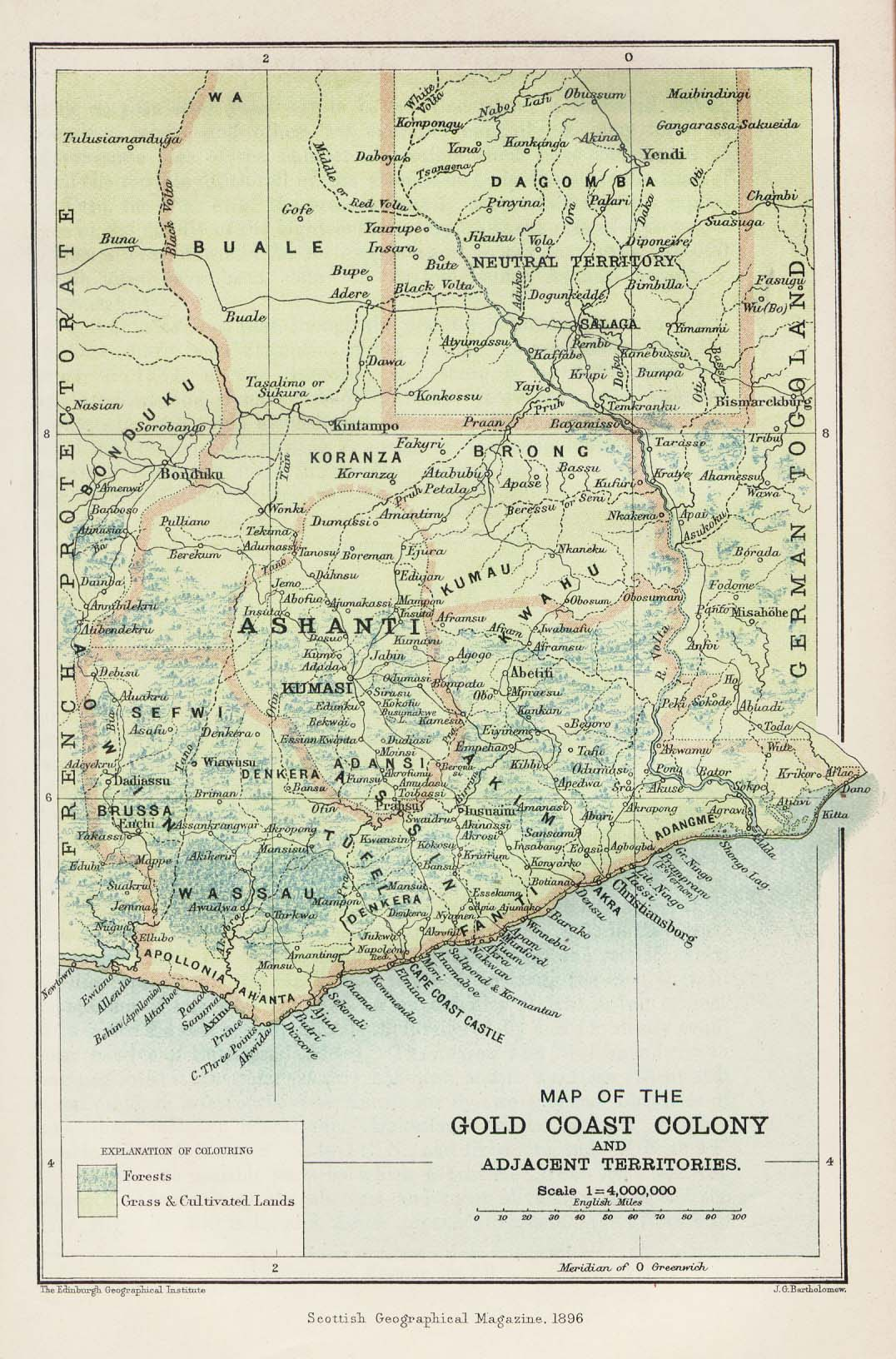
Mapa britského Zlatonosného pobřeží z roku 1896

V roce 1896 britská vojenská síla napadla Ašantskou říši a svrhla místního Asanteheneho, Prempeha I. Sesazený vůdce Ašantů byl nahrazen britským obyvatelem žijícím v Kumasí. Britský guvernér Hodgson však zašel ve svých omezeních Ašantů příliš daleko, když v roce 1900 po nich požadoval vydání zlatého stolce, který byl důležitým ašantským tradičním symbolem. To vedlo k válce známé jako válka o zlatý stolec. Ašanti byli opět poraženi v roce 1901. Jakmile byli Asantehene a jeho rada deportováni, Britové jmenovali rezidentního komisaře Ašantů. Každý ašantský stát byl spravován jako samostatná jednotka, která podléhala guvernérovi Zlatonosného pobřeží. Mezitím se Britové začali zajímat o severní teritoria ležící severně od Ašantské říše, o kterých věřili, že jejich získání zabrání dalšímu postupu Francouzů a Němců. Po roce 1896 byla britská ochrana rozšířena o severní oblasti, jejichž obchod s pobřežím kontrolovali Ašanti. V letech 1898 až 1899 evropské koloniální mocnosti dohodou vymezily hranice mezi severními územími a okolními francouzskými a německými koloniemi. Dne 26. září 1901 byl založen britský protektorát Severní teritoria Zlatonosného pobřeží. Na rozdíl od ašantské kolonie, nebyla Severní teritoria anektována. Nicméně stejně jako ašantská kolonie, byly umístěny pod pravomoc rezidentního komisaře, který se zodpovídal guvernérovi Zlatonosného pobřeží. Ten vládl jak ašantské kolonii, tak severním teritoriím až do roku 1946.
Se severem pod britskou kontrolou, se tři teritoria Zlatého pobřeží, jmenovitě pobřežní oblasti, ašantské území a severní teritoria, stala z praktických důvodů jedinou politickou jednotkou, korunní kolonií známou jako Zlatonosné pobřeží. Hranice moderní Ghany byly ustanoveny v květnu 1956 poté, co obyvatelé regionu Volta, známé také jako britské mandátní území Togoland, hlasovali v plebiscitu o tom, zda by se Britský Togoland měl stát součástí Ghany. Hlasování dopadlo ve prospěch jeho integrace.

#### Koloniální administrativa

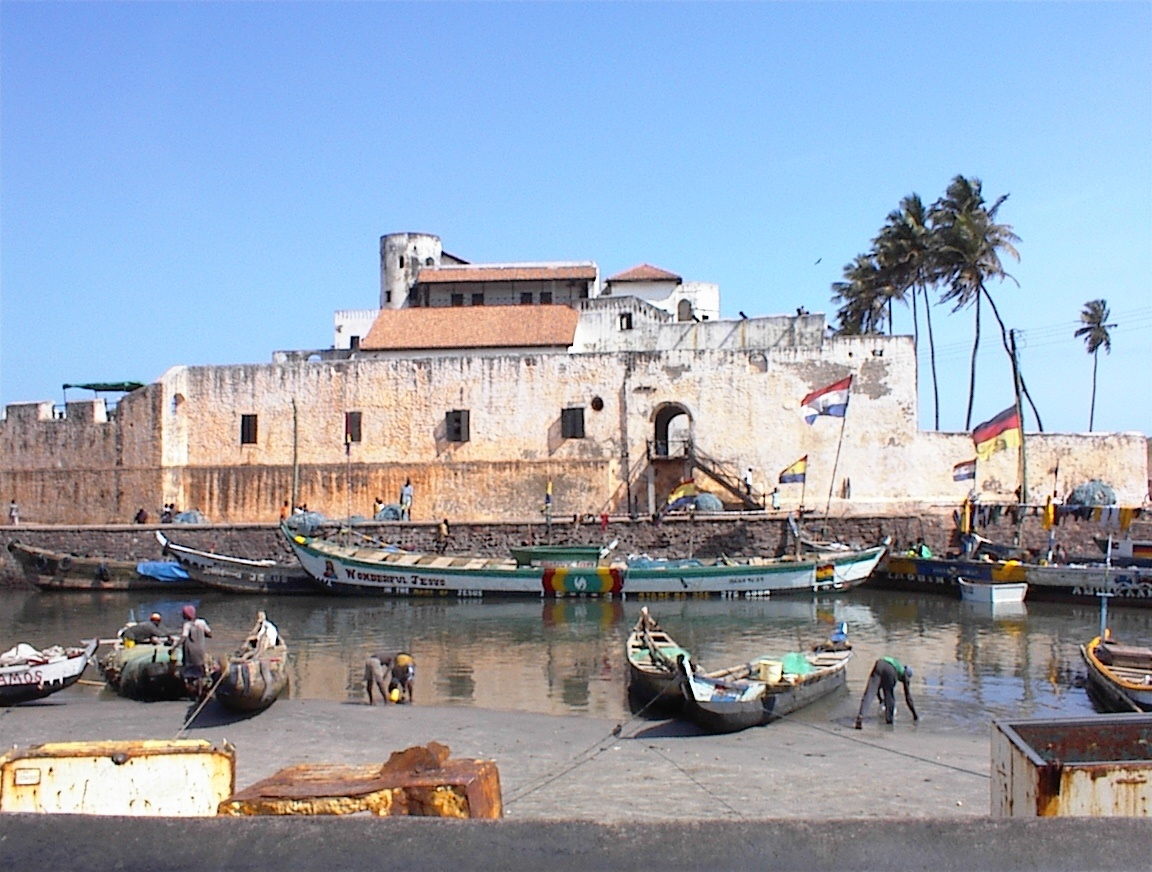
Portugalci vybudovaná hrad Elmina, který v roce 1873 koupili Britové

Postupný vznik centralizované koloniální vlády přinesl jednotnou kontrolu nad místními službami, ačkoli skutečná správa těchto služeb byla stále delegována na místní úřady. Jasně se také vymezily konkrétní povinnosti a odpovědnost a vyjasnila se také role tradičních států v místní správě. Struktura místní správy měla své kořeny v tradičních vzorcích vládnutí. Vesnické rady náčelníků a starších byly zodpovědné za bezprostřední potřeby jednotlivých lokalit, včetně tradičního práva a pořádku a obecného blaha. Rady vládly spíše se souhlasem než pomocí práva, ačkoliv byly zvoleny vládnoucí třídou, náčelník i nadále vládl především proto, že jej uznávali jeho lidé.
Britské úřady přijaly systém nepřímé vlády pro koloniální správu, ve kterém si tradiční náčelníci udržovali moc, ale přijímali pokyny od svých evropských "nadřízených". Nepřímá vláda byla nákladově efektivní, díky snížení potřebného počtu evropských úředníků, minimalizovala místní opozici vůči evropské vládě a zaručovala právo a pořádek v oblasti. Ačkoliv se teoreticky jednalo o decentralizaci, ve skutečnosti nepřímá vláda v praxi způsobila, že místní náčelníci hleděli při rozhodování spíše na mínění z Akkry (hlavního města), než na své vlastní lidi. Mnoho náčelníků, kteří byli vládními komisaři odměňováni poctami, vyznamenáními a rytířskými řády, se začalo považovat za vládnoucí aristokracii. Nepřímá vláda neposkytovala dostatek příležitostí pro rostoucí populaci místních vzdělaných mladých mužů. Další skupiny obyvatelstva byly nespokojené, protože neexistovala dostatečná spolupráce mezi radami a ústřední vládou. Pro některé byly místní úřady příliš ovládány britskými komisaři.
V roce 1925 byly na všech třech územích kolonie zřízeny provinční rady náčelníků, částečně proto, aby náčelníci získali funkci platnou v celé kolonii. Nařízení o národní správě z roku 1927 vyjasnilo a upravilo pravomoci a oblasti jurisdikce náčelníků a rad. V roce 1935 nařízení Native Authorities Ordinance spojilo ústřední koloniální vládu a místní úřady do jediného řídícího systému. Nové místní úřady jmenované guvernérem, dostaly široké pravomoci místní správy pod dohledem provinčních komisařů ústřední vlády, kteří se starali o to, aby jejich politika byla politikou ústřední vlády. Provinční rady a kroky k jejich posílení nebyly populární. Dokonce i podle britských měřítek nedostali náčelníci dostatečnou moc, aby byli účinnými nástroji nepřímé vlády. Někteří Ghaňané věřili, že reformy zvýšením moci náčelníků na úkor místní iniciativy umožnily koloniální vládě vyhnout se změnám směrem k jakékoli formě lidové účasti v koloniální vládě.

#### Hospodářský a sociální rozvoj
Roky britské správy Zlatonosného pobřeží během 20. století byly érou významného pokroku v sociální, ekonomické a vzdělávací oblasti. Pozemní komunikace a železnice se výrazně zlepšily. Chudoba výrazně klesla a ghanské zemědělství vzkvétalo. V zemědělství byly zavedeny i nové plodiny. Vedoucí plodinou, která byla nově pěstována, byla káva. Nicméně nejpozoruhodnější z těchto zavedených plodin byl kakaovník, který pocházel z Nového světa a byl do Afriky přivezen Španěly a Portugalci. Kakaovník na Zlaté pobřeží dovezl v roce 1879 Tetteh Quarshie. Jeho pěstování se zde velmi rozšířilo. V roce 1891 vyvezlo Zlatonosné pobřeží kakaa za přibližně 4 libry šterlinků. Do 20. let 20. století vývoz kakaa přesáhl 200 tisíc tun s hodnotou 4,7 milionu liber šterlinků. Produkce kakaa se stala hlavní součástí místní ekonomiky.
Výdělky kolonie dále vzrostly i díky vývozu zlata a dřeva. Příjmy z vývozu přírodních zdrojů kolonie financovaly vnitřní zlepšení infrastruktury a sociálních služeb. Založení vzdělávacího systému pokročilejšího než v kterémkoliv jiném státě v západní Africe také umožnily příjmy z vývozu nerostných surovin. Díky vzdělávání v britském stylu byla vytvořena nová ghanská elita. Od počátků místního vzdělávání na misijních školách se na počátku 20. století otevřely střední školy i první vysoká škola.
Mnoho z těchto ekonomických a sociálních zlepšení je připisováno Gordonu Guggisbergovi, kanadskému rodáku, který zastával funkci guvernéra v letech 1919 až 1927. Během prvních šesti týdnů po nástupu do funkce představil Legislativní radě desetiletý rozvojový plán Nejprve navrhl zlepšení dopravy. Navrhoval také zlepšení v zásobování vodou, vylepšení kanalizace, stavbu vodních elektráren, veřejných budov, škol, nemocnic, věznic a dalších služeb. Guggisberg si také stanovil cíl, aby polovinu technických pozic obsadili Afričané, kteří měli být co nejdříve vyškoleni. Jeho program byl považován za nejambicióznější, jaký byl v západní Africe do té doby navržen.
Kolonie pomáhala Británii i během první a druhé světové války. V následujících letech však poválečná inflace a nestabilita vážně brzdily možnosti uplatnění vracejícím se válečným veteránům, kteří byli v popředí rostoucí nespokojenosti a nepokojů v zemi. Jejich válečná služba a asociace veteránů jim rozšířily obzory, takže pro ně bylo obtížné vrátit se do skromných a omezených pozic, které koloniální úřady vyčlenily pro Afričany.

## Růst nacionalismu a konec koloniální nadvlády
Jak se Ghana ekonomicky rozvíjela, vzdělávání občanů postupovalo rychle. V roce 1890 bylo na Zlatonosném pobřeží pouze 5 vládních a 49 "pomocných" misijních škol s celkovým počtem pouze 5 tisíc studentů. V roce 1920 zde bylo 20 vládních škol, 188 "pomocných" misijních škol a 309 dalších misijních škol s celkovým počtem 43 tisíc žáků. V roce 1940 navštěvovalo školy 91 tisíc dětí. V roce 1950 to bylo 279 tisíc dětí, které navštěvovaly asi 3000 škol. Do školy tak chodilo 43,6 % dětí školního věku.
Na konci druhé světové války byla kolonie Zlatonosné pobřeží nejbohatším a nejvzdělanějším územím v západní Africe. V tomto vzdělaném prostředí se těžiště vládní moci postupně přesunulo z rukou guvernéra a jeho úředníků do rukou samotných Ghaňanů. Změny vyplývaly z postupného rozvoje silného ducha nacionalismu a nakonec vyústily v nezávislost země. Rozvoj národního uvědomí po druhé světové válce rychle akceleroval. Kromě bývalých vojáků se objevila další podstatná skupina městských dělníků a obchodníků, kteří masově podporovali aspirace malé vzdělané minority.

### Rané projevy nacionalismu v Ghaně
Koncem 19. století rostoucí počet vzdělaných Afričanů stále více považoval za nepřijatelný svévolný politický systém, který vkládal téměř veškerou moc do rukou guvernéra prostřednictvím jeho pravomoci jmenovat členy rady. V 90. letech 19. století se někteří členové vzdělané elity žijící na pobřeží zorganizovali do Společnosti pro ochranu práv domorodců na protest proti zákonu o pozemcích, který ohrožoval tradiční držbu půdy. Tento protest znamenal počátek politických akcí, které nakonec vedly k zisku nezávislosti. V roce 1920 svolal jeden z afrických členů Legislativní rady, Joseph E.lCasely-Hayford, Národní kongres Britské západní Afriky. Národní kongres požadoval pro britskou západní Afriku širokou škálu reforem a inovací.
Národní kongres vyslal do Londýna delegaci, aby vyzvala Koloniální úřad, aby zvážil princip voleného zastoupení. Skupina, která tvrdila, že mluví za všechny britské západoafrické kolonie, představovala první vyjádření politické solidarity mezi intelektuály a nacionalisty z této oblasti. Přestože delegace nebyla v Londýně přijata s odůvodněním, že zastupuje zájmy pouze malé skupiny, její akce vzbudila značnou podporu mezi africkou elitou. Navzdory jejich volání po voleném zastoupení na rozdíl od systému, kdy guvernér jmenoval členy rady podle svého uvážení, tito zastánci nacionalismu trvali na tom, že jsou loajální britské koruně, a že pouze usilují o rozšíření britských politických a sociálních praktik na Afričany. Mezi významné africké vůdce patřili Africanus Horton, spisovatel John Mensah Sarbah a S. R. B. Attah-Ahoma. Tito muži dodali nacionalistickému hnutí zřetelně elitářský nádech, který měl přetrvat až do konce 40. let 20. století.
Ústava z 8. dubna 1925, vyhlášená Guggisbergem, vytvořila provinční rady nejvyšších náčelníků pro všechny oblasti s výjimkou severních provincií. Tyto rady následně zvolily šest náčelníků jako neoficiální členy Legislativní rady, která však měla vestavěnou britskou většinu a jejíž pravomoci byly v každém případě čistě poradní. Ačkoli se zdálo, že nová ústava uznává některé africké nálady ve společnosti, Guggisberg se zabýval především ochranou britských zájmů. Afričanům například ústava poskytla omezený hlas v ústřední vládě, přesto tím, že omezila nominace na náčelníky vrazila klín mezi náčelníky a jejich vzdělané poddané. Intelektuálové věřili, že náčelníci výměnou za britskou podporu umožnili provinčním radám, aby se zcela dostaly pod kontrolu britské vlády. V polovině 30. let 20. století však začalo postupné sbližování mezi náčelníky a intelektuály.
Pokračovala agitace za přiměřenější zastoupení. Noviny vlastněné a spravované Afričany hrály hlavní roli ve vyprovokování této nespokojenosti. Takovýchto novin bylo ve 30. letech 20. století vydáváno šest. V důsledku volání po širším zastoupení byli v roce 1943 do Výkonné rady přidáni další dva neoficiální afričtí členové. Změny v Legislativní radě však musely čekat na jiné politické klima v Londýně, které nastalo až po poválečných volbách, ve kterých vyhrála britská labouristická strana.
Nová ústava Zlatonosného pobřeží z 29. března 1946 byla pokrokovým dokumentem. Poprvé byl opuštěn koncept oficiální většiny. Legislativní rada se nově skládala ze šesti členů ex officio, šesti navržených členů a osmnácti volených členů. Přesto měla Legislativní rada nadále čistě poradní funkci, veškerá výkonná moc zůstala guvernérovi. Tato ústava také poprvé dovolila, aby v radě zasedal zástupce Ašantů. I když byla u moci vláda labouristické strany, Britové nadále pohlíželi na kolonie jako na zdroj surovin, které byly potřeba k posílení jejich válkou poškozeného hospodářství. Změna, která by vložila skutečnou moc do afrických rukou, nebyla mezi britskými politiky prioritou, dokud nedošlo na počátku roku 1948 k nepokojům a rabování v Akkře a dalších městech, kvůli otázkám důchodů pro bývalé vojáky, dominantní roli osadníků-kolonistů v ekonomice, nedostatku bytů a dalším ekonomickým a politickým křivdám.
S volenými členy v rozhodující většině dosáhla Ghana úrovně politické vyspělosti, která neměla v koloniální Africe obdoby. Ústava však nezaručovala plnou samosprávu. Výkonná moc zůstala v rukou guvernéra, kterému se zodpovídala Legislativní rada. Proto ústava, ačkoliv byla vítána s nadšením jako významný historický milník, brzy narazila na potíže. Druhá světová válka právě skončila a mnoho veteránů ze Zlatonosného pobřeží, kteří sloužili v britských zámořských expedičních sborech, se vrátili do země, která byla sužována nedostatkem, inflací, nezaměstnaností a praktikami černého trhu. Tam veteráni spolu s nespokojenými městskými obyvateli tvořili jádro nespokojenců zodpovědných za narušování pořádku. Nyní se k nim přidali i farmáři, kteří nelibě nesli drastická vládní opatření nutná k vykácení nemocných kakaovníků, aby bylo možné ovládnout epidemii, a mnoho dalších, kteří byli nešťastní, že po konci války nenásledovalo ekonomické zlepšení.

### Politika hnutí za nezávislost
Ačkoli v britské kolonii existovaly politické organizace, prvním nacionalistickým hnutím s cílem získat pro kolonii samosprávu "v co nejkratší době" byla United Gold Coast Convention (UGCC), která byla založena 4. srpna 1947 vzdělanými Ghaňany známými jako Velká šestka. Toto hnutí vyzvalo k výměně náčelníků v Legislativní radě za vzdělané osoby. Požadovalo také, aby jej koloniální správa vzhledem k jejich vzdělání respektovala a svěřovala jim odpovědné pozice. Vedení UGCC kritizovalo vládu zejména za to, že neřešila problémy nezaměstnanosti, inflace a nepokojů, které na konci války byly charakteristickými rysy společnosti. Přestože se členové UGCC postavili proti koloniální správě, neusilovali o drastické nebo revoluční změny.
Veřejná nespokojenost s UGCC se projevila 28. února 1948 demonstrací vojenských veteránů, kterou organizoval svaz bývalých vojáků. Demonstrující prošli Akkrou. Policie při snaze rozehnat demonstranty použila i střelných zbraní, přičemž tři veterány zabila a dalších šedesát zranila. V reakci na policejní střelbu následovalo v Akkře pět dní násilných nepokojů, při nichž se výtržníci vloupali do obchodů vlastněných Evropany a Syřany, a vyplenily je. Nepokoje vypukly i v Kumasí a v dalších městech po celém Zlatonosném pobřeží. Velká šestka včetně Nkrumaha byla zatčena britskými úřady. Kwame Nkrumah se s UGCC rozešel během její Velikonoční konvence v roce 1949 a 12. června 1949 založil svou vlastní Konvenční lidovou stranu (Convention Peoples' Party, CPP). Nkrumah studoval ve Spojených státech i ve Spojeném království a s UGCC se po svém krátkém působení v ní rozešel kvůli frustraci z chabých pokusů této organizace vyřešit problémy kolonie vyjednáváním s koloniálními úřady na vytvoření nové koloniální ústavy s britskou koloniální autoritou. Na rozdíl od výzvy UGCC k samosprávě "v co nejkratší době", žádal Nkrumah "samosprávu ihned". Vedení strany se ztotožňovalo spíše s obyčejným pracujícím lidem, nežli s UGCC a místní inteligencí. Zpolitizované obyvatelstvo se skládalo převážně z bývalých vojáků, gramotných osob, novinářů a učitelů. Mezi podporovateli této politické strany byl také rostoucí počet nevzdělaných, ale urbanizovaných dělníků působících v průmyslu. Do června 1949 získal Nkrumah velký počet následovníků. Ústava z 1. ledna 1951 vyplynula ze zprávy Cousseyho výboru, který byl vytvořen kvůli nepokojům, ke kterým došlo v roce 1948. Kromě toho, že Výkonná rada získala velkou většinu afrických ministrů, ústava vytvořila i shromáždění, polovina jehož členů měla pocházet z městských i venkovských oblastí a druhá polovina z tradičních zastupitelstev. Přestože se jednalo o obrovský krok vpřed, nová ústava zdaleka nedosáhla požadavků CPP po plné samosprávě. Výkonná moc i nadále zůstala v britských rukou a zákonodárný sbor byl přizpůsoben tak, aby umožňoval kontrolu nad tradicionalistickými zájmy.
S rostoucí podporou veřejnosti zahájila CPP na počátku roku 1950 kampaň "Pozitivní akce", která měla podnítit rozsáhlé stávky a nenásilný odpor. Když 20. ledna 1950 došlo k drobným násilným nepokojům, Nkrumah byl zatčen a uvězněn za veřejné pobuřování. V očích jeho následovníků však z něj jeho zatčení učinilo hrdinu a vůdce, posílilo jeho pozici, a když se ve dnech 5. až 10. února 1951 konaly první volby do zákonodárného sboru podle nové ústavy, Nkrumah, který byl tou dobou stále ve vězení, získal mandát a CPP pak 2/3 odevzdaných hlasů, a obsadila tak 34 ze 38 křesel ve shromáždění. Dne 11. února 1951 byl Nkrumah z vězení propuštěn a následující den přijal pozvání k vytvoření vlády. Začátek Nkrumahova prvního funkčního období byl poznamenán jeho spoluprací s britským guvernérem. Během několika následujících let se vláda postupně transformovala na plnohodnotný parlamentní systém. Tyto změny byly oponovány více tradicionalistickými africkými prvky, ačkoliv se opozice ukázala jako neúčinná tváří v tvář lidové podpoře nezávislosti.
Dne 10. března 1952 byla vytvořena funkce předsedy vlády a Nkrumah do ní byl zvolen shromážděním. Zároveň se Výkonná rada stala vládním kabinetem. Nová ústava z 5. května 1954 ukončila volbu členů shromáždění kmenovými radami. Zákonodárný sbor se zvětšil a všichni členové byli vybíráni přímou volbou z jednočlenných volebních obvodů. V rukou guvernéra tak zůstala pouze obrana země a zahraniční politika, volenému shromáždění byla dána kontrola nad prakticky všemi vnitřními záležitostmi kolonie. Ve volbách 15. června 1954 získala CPP 71 ze 104 křesel.
CPP se snažila o politickou centralizaci, která však narazila na vážný odpor. Krátce po volbách vznikla nová strana, Národní osvobozenecké hnutí (National Liberation Movement, NLM). Ta obhajovala federální formu vlády se zvýšenými pravomocemi pro různé regiony. Vůdci NLM kritizovali CPP za jejich diktátorské tendence. Nová strana konala ve spolupráci s další regionalistickou skupinou, Severní lidovou stranou (Northern People's Party). Když tyto dvě strany opustily jednání o nové ústavě, CPP se obávala, že by Londýn mohl takovou nejednotu považovat za známku toho, že kolonie ještě není připravena na další fázi samosprávy.
Britský ústavní poradce však postoj CPP podpořil. Guvernér rozpustil shromáždění, aby otestoval lidovou podporu pro požadavek CPP na okamžitou nezávislost. Dne 11. května 1956 Britové souhlasili s udělením nezávislosti, pokud o to požádá "přiměřená" většina nového zákonodárného sboru. Nové volby se konaly 17. července 1956. V ostře vybojovaných volbách získala CPP 57 % odevzdaných hlasů, ale roztříštěnost opozice umožnila CPP získat na jihu všechny mandáty i dostatek křesel z ašantského území i severních teritorií. Celkem tak získala 72 křesel ze 104.
Dne 9. května 1956 byl pod záštitou OSN veden plebiscit, který měl rozhodnout o budoucím uspořádání Britského Togolandu a Francouzského Togolandu. Od roku 1919 bylo britské poručenství, západní část bývalé německé kolonie, spojeno se Zlatonosným pobřežím a bylo zastoupeno i v jeho parlamentu. Dominantní etnická skupina, lidé Ewe, byli rozděleni mezi dvě Toga. Většina britského Togolandu hlasovala pro spojení a oblast byla začleněna do regionů Ashantiland a Dagbon. V Britském Togolandu se však proti zvedla vlna odporu mezi lidem Ewe.

## Cesta k nezávislosti
V roce 1945 se v Manchesteru konala konference, známá jako 5. panafrický kongres, která podporovala panafrickou myšlenku. Tohoto kongresu se zúčastnil i Nkrumah z Ghany, Nnamdi Azikiwe z Nigérie a I. T. A. Wallace-Johhnson ze Sierry Leone. Touhu afrických zemích po nezávislosti katalyzoval indický a pákistánský úspěch. Došlo také do určité míry k odmítnutí africké kultury. K tomuto pocitu přispěly i některé vnější síly.
Ústava Alana Burnse z roku 1946 ustanovila novou legislativní radu skládající se z guvernéra jako prezidenta, šesti vládních úředníků, šesti nominovaných členů a osmnácti volených členů. Výkonná rada nebyla odpovědná legislativní radě. Sloužili pouze v poradní funkci a guvernér jejich rady nemusel brát na vědomí.
Tyto změny přiměly v roce 1947 J. B. Danquaha k vytvoření United Gold Coast Conversion (UGCC). Nkrumah byl pozván, aby se stal generálním tajemníkem této strany. Jejich cílem bylo získat pro Ghanu nezávislost. Odmítli v mnoha bodech dodatek Burnsovy ústavy. To také poskytlo hlas náčelníkům a jejich kmenovým radám tím, že zajistilo vytvoření regionálních shromáždění. Žádný návrh zákona, kterým by se měnila klauzule ústavy nebo dotýkající se pravomoci regionálních orgánů nebo výsady náčelníků, se nemohl stát zákonem jinak, než dvoutřetinovou shodou Národního shromáždění a schválením prosté většiny ve dvou třetinách regionálních zastupitelstev. Když však místní příznivci CPP získali kontrolu nad dostatečným množstvím regionálních shromáždění, vláda Nkrumaha okamžitě zajistila schválení zákona, který odstranil zvláštní klauzuli o ochraně zakotvení v ústavě, což byl krok, který ponechal Národnímu shromáždění pravomoc provést jakoukoliv ústavní změnu, kterou CPP považovala za nezbytnou.
Volební vítězství CPP v roce 1951 předznamenalo pět let sdílení moci s Brity. Ekonomika prosperovala díky vysoké globální poptávce kakaa i díky rostoucím cenám za tuto komoditu. Efektivita Cocoa Marketing Board umožnila vynaložení velkých zisků na rozvoj infrastruktury. Došlo k velkému rozšíření školních a modernizačních projektů, jako byla výstavba nového průmyslového města Tema. Mezi oblíbené Nkrumahovy projekty patřily nové organizace, jako byli Mladí pionýři pro mladé lidi a Stavitelské brigády pro mechanizaci zemědělství. Nechyběly uniformy, přehlídky, nové vlastenecké písně a prezentace ideálního občanství, ve kterém se všichni občané dozvěděli, že mají primární povinnost vůči státu.

## Nezávislost

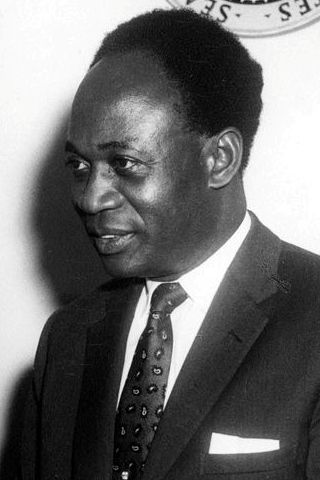
Kwame Nkrumah v roce 1961 během své návštěvy ve Spojených státech

Dne 3. srpna 1956 schválilo nové shromáždění návrh, který vládu oprávnil k podání žádosti o nezávislost v rámci britského Commonwealthu. Dne 18. září 1956 Britové stanovili datum 6. března 1957, tedy 113. výročí podepsání smlouvy Bond of 1844, jako datum, kdy se Zlaté pobřeží, Ashanti, Severní teritoria a Britský Togoland měly stát sjednocenou nezávislou zemí v rámci Commonwealthu pod názvem Ghana. Kwame Nkrumah pokračoval jako předseda vlády a královna Alžběta II. byla i nadále královnou, kterou zastupoval generální guvernér Ghany Charles Noble Arden-Clarke. Ghana zůstala konstituční monarchií a parlamentní demokracií až do roku 1960, kdy byla po celostátním referendu prohlášena za republiku.
Druhý plán rozvoje z let 1959 až 1964 sledoval sovětský model a posunul se od rozšiřování státních služeb ke zvyšování produktivity v klíčových sektorech. Nkrumah věřil, že kolonialismus pokřivil osobnosti a vnutil společnosti soutěživou, individualistickou a buržoazní mentalitu, kterou bylo potřeba odstranit. Celosvětové ceny kakaa však začaly klesat, rozpočty byly sníženy a dělníci byli vyzýváni ke stále většímu sebeobětování, aby překonali novokolonialismus. Nkrumah drasticky omezil nezávislost odborových svazů, a když došlo ke stávkám, zasáhl prostřednictvím zákona o preventivním zadržení.
Na domácí frontě Nkrumah věřil, že rychlá modernizace průmyslu a komunikací je nezbytná, čehož chtěl dosáhnout tak, že pracovní síla měla být zcela afrikanizovaná a vzdělaná. Rozšiřování středních škol se stalo v letech 1959 až 1964 vysokou prioritou spolu s rozšiřováním odborných programů a vysokoškolského vzdělávání.
Ještě důležitější však bylo, že Nkrumah věřil, že tohoto domácího cíle lze dosáhnout rychleji, pokud mu v tom nebudou bránit opoziční politici, hlavně přední představitelé opozičních stran a tradiční náčelníci, kteří by mohli dělat kompromisy se západními imperialisty. Nepřátelé mohli být skutečně kdekoli a nesouhlas nebyl tolerován. Nkrumahův režim přijal v roce 1957 zákon o deportaci (Deportation Act of 1957), a v letech 1958, 1959 a 1962 zákony o zadržení (Detention Acts). V parlamentu navíc zastrašoval odpůrce CPP, která byla uznána za jedinou legální politickou stranu v zemi, vytvořil Hnutí mladých pionýrů pro ideologickou výchovu mládeže. Vládní výdaje na projekty výstavby silnic, masové vzdělávání dospělých a dětí a zdravotnické služby, stejně jako výstavba přehrady Akosombo byly důležité, pokud měla Ghana hrát vedoucí roli při dekolonizaci Afriky.

### Panafrikanistický sen
Panafrikanistické hnutí hledalo jednotu mezi lidmi afrického původu a také se snažilo o zlepšení života dělníků, kteří byli údajně vykořisťováni kapitalistickými podniky v Africe. Podle Nkrumaha měla jeho vláda, která představovala první černošský africký národ, který získal nezávislost, důležitou roli v boji proti kapitalistickým zájmům na africkém kontinentu. Tomu odpovídají i jeho slova: "nezávislost Ghany by neměla smysl, pokud by nebyla spojena s úplným osvobozením Afriky". Na kontinentální úrovni se Nkrumah snažil sjednotit Afriku, aby mohla bránit své mezinárodní ekonomické zájmy a aby se mohla postavit politickým tlakům z východu i západu, které byly důsledkem studené války. Jeho sen o Africe byl pokračováním panafrikanistického snu, jak byl vyjádřen již na kongresu v Manchesteru. Původní strategií bylo povzbudit revoluční politická hnutí v Africe. CIA věřila, že Nkrumahova vláda poskytla peníze a výcvik prosocialistickým partyzánům v Ghaně, při kterém od roku 1964 pomáhala Čína. Tímto programem prošlo několik stovek stážistů. Partyzáni byli vysláni do Rhodesie, Angoly, Mosambiku, Nigeru či Konga. Politicky Nkrumah věřil, že unie Ghany, Guineje a Mali poslouží jako psychologický a politický impuls pro vytvoření Spojených států afrických. Když byl Nkrumah kritizován za to, že věnuje málo pozornosti Ghaně nebo že plýtvá národními zdroji při podpoře vnějších programů, obrátil argument a obvinil své odpůrce, že jsou krátkozrací.

### Protesty proti daním
Velká finanční zátěž způsobená Nkruhamovou rozvojovou politikou a panafrickými ideály dala vznik nové domácí opozici. Po předložení prvního úsporného rozpočtu země v červenci 1961 si ghanští dělníci a zemědělci uvědomili enormní náklady, které Nkrumahovy programy stojí a začali je kritizovat. Jejich reakce se stala vzorem pro protesty proti daním a dávkám, které po následujících třicet let dominovaly ghanským politickým krizím. Silně byl kritizován vládní požadavek na zvýšení daní a především její program nucených úspor. Dělníci ve městech zahájili protestní stávku, což byl nejvážnější z řady veřejných protestů proti vládním opatřením, ke kterým v průběhu roku 1961 došlo. Nkrumahovy veřejné požadavky na ukončení korupce ve vládě a ve straně dále podkopávaly lidovou víru v národní vládu. Pokles ceny placené farmářům za kakao vzbudil nevoli u části populace, která byla vždy Nkrumaovým hlavním odpůrcem.

### Rostoucí opozice proti Nkrumahovi
Nkrumahovo úplné ovládnutí politické moci izolovalo nižší politické vůdce. Poté, co byly zakázány ostatní politické strany, jeho odpůrci vzcházeli pouze z řad CPP. Mezi nimi byl Tawia Adamafio, politik z Akkry. Nkrumah jej na krátkou dobu učinil generálním tajemníkem CPP. Později byl Adamafio jmenován ministrem pro prezidentské záležitosti, což byla nejdůležitější pozice v prezidentském štábu ve Flagstaff House, který se postupně stal centrem veškerého rozhodování a velké části administrativy jak CPP, tak i vlády. Druhým vůdcem se zjevně autonomní základnou byl John Tettegah, vůdce odborového kongresu. Ani jeden z nich však nepřekročil své pravomoci, než ty, které jim udělil prezident.
Do roku 1961 však mladí a radikálnější členové CPP v čele s Adamafiem získali převahu nad původními vůdci CPP, jako byl Gbedemah. Po bombovém atentátu na Nkrumaha v srpnu 1962 byli Adamfio, Ako Adjei (tehdejší ministr zahraničních věcí) a Cofie Crabbe uvězněni podle zákona o preventivním zadržení. První ghanský policejní komisař, E. R. T. Madjitey z Asite byl také zbaven své funkce. Noviny CPP je obvinily ze spoluúčasti na pokusu o atentát. Jediným důkazem pro toto tvrzení bylo, že všichni jmenování se rozhodli jet v autech daleko za prezidentem.
Obvinění byli postavení před soud se třemi soudci pro státní bezpečnost v čele s hlavním soudcem Arku Korsahem. Když soud obviněné zprostil viny, Nkrumah využil svého ústavního práva Korsaha propustit. Nkrumah si poté v parlamentním hlasování vymohl možnost obnovení soudního procesu s Adamafiem a jeho společníky. Nový soud s porotou, kterou vybral přímo Nkrumah, shledal všechny obviněné vinnými a odsoudil je k trestu smrti. Tyto tresty však byly změněny na trest odnětí svobody v délce 20 let.
Korupce měla velmi škodlivé účinky. Odebírala peníze z aktivní ekonomiky a vkládala je do rukou členům partaje, Nkrumahovým přátelům a rodinným příslušníkům, takže se stala vážnou překážkou hospodářského růstu. Nové státní společnosti, které byly vytvořeny za účelem realizace růstu, se staly nástroji finanční korupce, státní úředníci zdvojnásobili své platy a politici si kupovali své příznivce. Z politického hlediska tato obvinění a případy korupce ve vládnoucí straně a v Nkrumahových osobních financích podkopaly samotnou legitimitu jeho režimu a prudce snížily ideologický obraz režimu potřebný k udržení vlády socialismu v Ghaně.
Podle politologa Herberta H. Werlina zanechal Nkrumah Ghanu ve vážných platebních problémech. Ve srovnání se značným devizovým rezervním fondem ve výši více než 500 milionů amerických dolarů v době získání nezávislosti, měla Ghana v roce 1966 veřejný zahraniční dluh přesahující 800 milionů amerických dolarů. Neexistovaly žádné devizy na nákup potřebných náhradních dílů a surovin potřebných pro ekonomiku. Zatímco inflace byla nekontrolovatelná a způsobila v letech 1964 až 1965 nárůst cenové hladiny o 30 procent. Dalším problémem byla vysoká nezaměstnanost. Zatímco mezi lety 1955 až 1962 rostl HNP Ghany průměrně o 5 procent ročně, od roku 1962 do roku 1965 byl prakticky nulový. Navíc odhadované roční tempo růstu populace Ghany bylo 2,6 procenta, jeho ekonomika očividně upadala. Zatímco osobní spotřeba na hlavu klesla v letech 1960 až 1966 o přibližně 15 procent, reálný mzdový příjem osob s minimální mzdou se v tomto období snížil přibližně o 45 procent.
Od počátku roku 1964, aby se předešlo budoucím problémům v soudnictví a po dalším celostátním referendu získal Nkrumah ústavní dodatek, který mu umožňoval odvolat kteréhokoli soudce. Ghana se oficiálně stala státem jedné strany a rozhodnutí parlamentu zajistilo, že na funkci prezidenta bude pouze jeden kandidát. Jiné strany, které již dříve byly postaveny mimo zákon, do všeobecných voleb konaných v červnu 1965 nepřihlásily žádné kandidáty. Nkrumah byl opětovně zvolen prezidentem, ale funkci tentokrát zastával necelý rok, když členové Národní rady pro osvobození (National Liberation Council, NLC) svrhli vládu CPP vojenským převratem dne 24. února 1966. V té době byl Nkrumah v Číně. Našel azyl v Guineji, kde žil až do své smrti v roce 1972.

## Vývoj od roku 1966
Vůdci vojenského převratu z roku 1966 zdůvodnili své převzetí moci obviněním administrativy CPP jako urážlivé a zkorumpované, a také označovali Nkrumahovo zapojení do africké politiky za příliš agresivní. Také jim vadila neexistence demokratické vlády. Tvrdili, že vojenský převrat byl nacionalistický, protože osvobodil národ od Nkrumahovy diktatury. Všechny symboly a organizace spojený s jeho jménem rychle zmizely. Navzdory rozsáhlým politickým změnám, které přineslo svržení socialistického režimu, zůstalo mnoho problémů, včetně etnického a regionálního rozdělení, ekonomické zátěže země a smíšených emocí z obnovy příliš silné centrální autority. Velká část populace nabyla přesvědčení, že efektivní a poctivá vláda je neslučitelná s existencí konkurenčních politických stran. Mnoho Ghaňanů nadále podporovalo nepolitické vedení země, a to i ve formě vojenské vlády. Problémy administrativy Busiy, první zvolené ghanské vlády po Nkrumahově pádu, ilustrovaly problémy, kterým měla Ghana čelit i v dalších letech. Objevila se také tvrzení, že vojenský převrat byl podporován CIA.
Výkonnou moc převzala Národní rada pro osvobození složená ze čtyř armádních důstojníků a čtyř policistů. Jmenovala kabinet sestávající ze státních úředníků a slíbila co nejrychleji obnovit demokratickou vládu. Tyto kroky vyvrcholily jmenováním zastupitelského shromáždění, které mělo navrhnout ústavu pro druhou Ghanskou republiku. Od konce roku 1968 bylo znovu povoleno fungování více politických stran. Ve volbách v roce 1969, poprvé od roku 1956, kandidovalo více stran. Hlavními adepty na vítězství byla Strana pokroku (PP) v čele s Kofim Abrefou Busiou a Národní aliance liberálů (NAL), vedená Komlou A. Gbdedemahem. Strana pokroku získala 59 procent hlasů a obsadila 74 procent křesel v Národním shromáždění.
Gbedemah, kterému rozhodnutí Nejvyššího soudu brzy zakázalo zaujmout křeslo v Národním shromáždění, odešel z politiky a nechal NAL bez silného vůdce. V říjnu 1970 NAL pohltila členy tří dalších menších stran zasedajících ve shromáždění a vytvořila Stranu spravedlnosti pod vedením Josepha Appiaha. Jejich společná síla představovala to, co se rovnalo jižnímu bloku se solidním volebním obvodem mezi většinou Ewe a obyvateli žijícími v pobřežních městech.
Vůdce Strany pokroku Busia se stal v září 1970 předsedou vlády. Po krátkém období pod prozatímní tříčlennou prezidentskou komisí zvolilo volební kolegium do funkce prezidenta hlavního soudce Edwarda Akufa-Adda, jednoho z předních nacionalistických politiků éry UGCC. Edward Akufo-Addo byl jedním ze soudců, které v roce 1964 propustil Nkrumah.
Dvě raná opatření iniciovaná vládou Busiy byla vyhoštění velkého počtu osob bez státní příslušnosti ze země a doprovodné opatření k omezení zahraniční účasti v malých podnicích. Tyto kroky byly zaměřeny na zmírnění nezaměstnanosti způsobené nejistou ekonomickou situací v zemi. Politika byla populární, protože vytlačila z maloobchodního sektoru ty cizince, zejména Libanonce, Asiaty a Nigerijce, kteří byli vnímáni jako nespravedlivě monopolizující obchod v neprospěch Ghaňanů. Mnoho dalších kroků Busiy však populárních nebylo. Jeho rozhodnutí zavést systém půjček pro vysokoškolské studenty, kteří dosud studovali bezplatně, bylo zpochybněno, protože bylo vykládáno jako zavedení třídního systému do nejvyšších vzdělávacích institucí v zemi. Někteří pozorovatelé dokonce viděli Busiovu devalvaci národní měny a jeho podporu zahraničních investic do průmyslového sektoru jako konzervativní myšlenky, které by mohly podkopat suverenitu Ghany.
Vládnoucí Strana pokroku zdůrazňovala důležitost rozvoje venkovských oblastí, a to jak pro zpomalení přesunu venkovského obyvatelstva do měst, tak pro nápravu regionální nerovnováhy v rozvoji jednotlivých oblastí. Strana spravedlnosti a vzrůstající počet členů Strany pokroku upřednostňovali pozastavení plateb některých zahraničních dluhů z Nkrumahovy éry. Tento postoj se stával čím dál populárnějším, protože se ztížila schopnost platit splátky dluhu. Obě strany upřednostňovaly vytvoření západoafrického ekonomického společenství nebo hospodářské unie se sousedními západoafrickými státy.
Navzdory široké podpoře veřejnosti získané při jejím vzniku a silným zahraničním stykům se vláda Busiy během dvaceti sedmi měsíců stala obětí armádního převratu. Rozhodujícími příčinami byly pokračující ekonomické potíže země, jak ty pramenící z vysokého zahraničního dluhu vzniklého za Nkrumaha, tak ty vyplývající z vnitřních problémů země. Vláda Strany pokroku zdědila střednědobé a dlouhodobé dluhy ve výši 580 milionů amerických dolarů, což byla částka rovnající se 25 procentům hrubého domácího produktu roku 1969. Do roku 1971 se 580 milionů zvýšilo o 72 milionů amerických dolarů v důsledku úroků a o dalších 269 milionů amerických dolarů v krátkodobých komerčních úvěrech. Navíc ještě větší vnitřní dluh podporoval v zemi inflaci.
Ghanská ekonomika zůstávala do značné míry závislá na často obtížné kultivaci kakaa a na trhu s kakaem. Ceny kakaa byly vždy kolísavé, ale vývoz této plodiny normálně představoval asi polovinu příjmů země v cizí měně. Počínaje 60. lety 20. století se však sešla řada faktorů, která tento příjem vážně omezila. Mezi tyto faktory patřila zahraniční konkurence (zejména sousedního Pobřeží slonoviny), nedostatečné porozumění silám volného trhu ze strany vlády při stanovování cen placených farmářům, obvinění z byrokratické nekompetence v Cocoa Marketing Board a pašování plodiny do Pobřeží slonoviny. V důsledku toho příjem Ghany z vývozu kakaa nadále dramaticky klesal.
Úsporná opatření zavedená Busiovou administrativou, i když z dlouhodobého hlediska byla moudrá, vedla ke ztrátě podpory od vlivných farmářů. Tato opatření byla součástí snah Busiy o hospodářskou strukturální úpravu s cílem dostat zemi na zdravější finanční základ. Úsporné programy byly doporučeny Mezinárodním měnovým fondem. Opatření na obnovu těžce zasáhla také střední třídu a placenou pracovní sílu. Ti čelili zmrazení mezd, zvýšení daní, devalvaci měny a rostoucím dovozním cenám. Tato opatření vyvolala protesty odborového kongresu. V reakci na to vláda vyslala armádu, aby obsadila odborovou centrálu a zablokovala stávkové akce. Tuto situaci někteří vnímali jako negaci vládního tvrzení, že funguje demokraticky.
Jak prohlásil vůdce protibusijského puče, ke kterému došlo 13. ledna 1972, dokonce ani ty vymoženosti, které měla armáda během Nkrumahova režimu, již nebyly k dispozici. S vědomím, že úspornost důstojníky odcizila, začala vláda Busiy měnit vedení bojových prvků armády. To však byla poslední kapka. Podplukovník Ignatius Kutu Acheampong, dočasně velící První brigádě kolem Akkry, vedl nekrvavý převrat, který ukončil druhou republiku.

### Národní rada pro vykoupení (1972–1979)
I přes svou krátkou existenci byla druhá republika významná v tom, že se jasně do centra pozornosti dostaly rozvojové problémy, kterým země čelila. Jednalo se o nerovnoměrné rozdělení investičních fondů a zvýhodňování určitých skupin obyvatelstva stejně jako některých regionů země. Nadále zůstalo mnoho otázek nezodpovězených a po selhání Nkrumahova režimu, který byl vládou jedné strany i Busiovy vlády, která byla parlamentní demokracií s více politickými stranami, zůstávala otázka politické stability v Ghaně nejasná.
Acheampongova Národní rada pro vykoupení tvrdila, že musí jednat, aby odstranila neblahé dopady devalvace měny způsobené předchozí vládou, a tím alespoň krátkodobě zlepšila životní podmínky obyvatel. Aby rada ospravedlnila své převzetí moci, vůdci převratu vznesli obvinění z korupce proti Busiovi a jeho ministrům. Národní rada pro vykoupení se snažila vytvořit skutečnou vojenskou vládu a nenastínila žádný plán návratu k demokratické vládě.
V otázkách hospodářské politiky byla zrušena úsporná opatření zavedená Busiou, došlo k revalvaci ghanské měny, zahraničí dluh byl odmítnut nebo jednostranně přeplánován a všechny velké zahraniční společnosti byly znárodněny. Vláda také cenovou politikou podporovala dovoz základních potravin a zároveň se snažila povzbudit vlastní obyvatelstvo, aby se stalo soběstačným v oblasti zemědělství a získávání surovin. Jakékoliv ekonomické úspěchy však byly zastíněny jinými vzniklými problémy. Průmysl a doprava značně utrpěly poté, co ceny ropy v roce 1974 vzrostly a nedostatek deviz a úvěrů způsobil v zemi nedostatek paliva. Výroba základních potravin nadále klesala, i když populace rostla. Lidé byli z vlády rozčarovaní a začala se objevovat i obvinění z korupce.
Reorganizace rady na Nejvyšší vojenskou radu, ke které došlo v roce 1975, vedla k tomu, že vojenští důstojníci byli pověřeni řízením všech ministerstev a státních podniků. Krátce poté se vláda pokusila umlčet opozici vydáním zákonu, který zakazoval šíření fám a také zakázal řadu nezávislých novin, jejichž novináři byli pozatýkáni. Ozbrojení vojáci také rozehnali studentské demonstrace a vláda několikrát uzavřela univerzity, které se staly důležitými centry opozice proti vládní politice.
V roce 1977 se Nejvyšší vojenská rada cítila omezována sílící nenásilnou opozicí. Ačkoliv různé opoziční skupiny (univerzitní studenti, právníci a další organizované civilní skupiny) volaly po návratu k civilnímu ústavnímu řádu, Acheampong a Nejvyšší vojenská rada upřednostňovaly unijní vládu, směs volených civilistů a jmenovaných vojenských vůdců, ale takovou, ve které byly zrušeny politické strany. Univerzitní studenti a mnozí další intelektuálové kritizovali myšlenku unijní vlády, ale jiní, jako například soudce Gustav Koranteng-Addow, který předsedal sedmnáctičlennému ad hoc výboru jmenovanému vládou, aby vypracoval detailní plán takové vlády, ji obhajoval jako řešení politických problémů v zemi. Zastánci myšlenky unijní vlády považovali mnohostranné politické soutěže za původce sociálního napětí a komunitních konfliktů mezi třídami, regiony a etnickými skupinami. Tvrdili, že jejich plán má potenciál odpolitizovat veřejný život a umožnit národu soustředit svou energii na ekonomické problémy.
V březnu 1978 se konalo celostátní referendum, které mělo lidem umožnit přijmout nebo odmítnout koncepci takové vlády. Odmítnutí unijní vlády by znamenalo pokračování vojenské vlády. Vhledem k této volbě bylo překvapivé, že výsledek byl velmi vyrovnaný, s mírnou převahou pro zavedení unijní vlády. Odpůrci této myšlenky organizovali demonstrace proti vládě s argumentem, že hlasování v referendu nebylo svobodné ani spravedlivé. Vláda v reakci na demonstrace zakázala několik organizací a uvěznila několik set svých odpůrců.
Po souhlasu vysloveném v referendu měla být upravena ústava, do listopadu 1978 se měl konat výběr ustavujícího shromáždění a v červnu 1979 měly proběhnout všeobecné volby. Vládní výbor doporučil volby nestraníků, zvolení výkonného prezidenta a vládního kabinetu, jehož členové měli být vybrání mimo jednokomorové Národní shromáždění. Vojenská rada měla poté odstoupit, ačkoliv její členové mohli kandidovat ve volbách jako jednotlivci.
V červenci 1978 donutili ostatní důstojníci Nejvyšší vojenské rady Acheamponga k rezignaci. Nahradil jej generálporučík Frederick W. K. Akuffo. Nejvyšší vojenská rada tak zřejmě jednala v reakci na pokračující tlak na nalezení řešení ekonomických problémů země. Inflace se v roce 1978 odhadovala až na 300 procent. Byl nedostatek základních komodit a produkce kakaa klesla na polovinu svého vrcholu v roce 1964. Nejvyšší vojenská rada byla také motivována tím, že Acheampong nedokázal ztlumit rostoucí politický tlak na změny. Akuffo, nový předseda Nejvyšší vojenské rady, veřejně přislíbil, že předá politickou moc nové vládě, která bude zvolena do 1. července 1979.
Navzdory jeho ujištěním, odpor proti vojenské vládě přetrvával. Zesílilo i volání veřejnosti po zakládání politických stran. Ve snaze získat podporu tváří v tvář pokračujícím stávkám kvůli ekonomickým i politickým problémům Akuffova vláda oznámila, že od ledna 1979 bude povoleno zakládat politické strany. Akuffo amnestoval bývalé členy Nkrumahovy i Busiovy strany, stejně jako všechny odsouzené za podvracení Acheampongovy vlády. Zákon o zrušení zákazu stranické politiky vstoupil v platnost 1. ledna 1979. Ústavní shromáždění, které na nové ústavě pracovalo, předložilo svůj návrh a v květnu 1979 svou činnost přerušilo. Přestože vše nasvědčovalo k pokusu o vytvoření nové ústavní vlády, skupina nižších důstojníků v červnu 1979 svrhla vládu Nejvyšší vojenské rady.

### Rawlingsova éra
Dne 15. května 1979, méně než pět týdnů před ústavními volbami, se skupina nižších důstojníků, pod vedením leteckého poručíka Jerryho Johna Rawlingse, pokusila o převrat. Zpočátku byli pučisté neúspěšní, vůdci převratu byli uvězněni a postaveni před vojenský soud. Dne 4. června 1979 však jejich sympatizanti svrhli Akuffoův režim a Rawlings byl se svými následovníky propuštěn z vězení 14 dní před plánovanými volbami.
Rawlings a nižší důstojníci vytvořili Revoluční radu ozbrojených sil. Ozbrojené síly byly očištěny od vyšších důstojníků obviněných z narušování důvěryhodnosti armády. Navzdory převratu a následným popravám bývalých šéfů vojenských vlád, se plánované volby uskutečnily a Ghana se do konce září 1979 vrátila k ústavní správě. Pozice Revoluční rady ozbrojených sil byla taková, že političtí vůdci národa, alespoň ti z armády, se však nezodpovídali lidu. Od administrativy Hilly Limanna, inaugurovaného 24. září 1979, kterou začala třetí republika, se očekávalo, že bude odpovídat novému standardu, který prosazovala Revoluční rada ozbrojených sil.
Limannova Lidová národní strana kontrolovala v národním shromáždění těsnou většinu, kdy obsadila 71 ze 140 křesel. Jak sám Limann poznamenal, jeho strana sdružovala lidi protichůdných ideologických orientací, kteří spolu občas v otázkách národní politiky silně nesouhlasili. Mnoho pozorovatelů si proto kladlo otázku, zda nová vláda je schopná se chopit řešení problémů, které stát nejvíce trápily. Bezprostřední hrozbou pro Limannovu vládu byla Revoluční rada ozbrojených sil, zejména ti důstojníci, kteří se zorganizovali do Hnutí 4. června, aby sledovali civilní správu. Vláda nařídila Rawlingsovi a několika dalším armádním i policejním důstojníkům spojeným s Revoluční radou ozbrojených sil odejít od výslužby. Nicméně Rawlings a jeho následovníci zůstali latentní hrozbou, zvláště když ekonomika země nadále klesala. První Limannův rozpočet odhadoval míru inflace v Ghaně na 70 procent, přičemž deficit rozpočtu se rovnal 30 procentům hrubého národního produktu. Výsledkem byla vlna stávek, z nichž mnohé vláda považovala za nezákonné, přičemž každá z nich snížila produktivitu a tím i národní příjmy. V září 1979 vláda oznámila, že všichni stávkující státní pracovníci budou propuštěni. Tyto faktory rychle podryly podporu Limannovy vlády mezi civilisty i vojáky. Vláda padla 31. prosince 1981 během dalšího státního převratu, který opět vedl Rawlings.
Rawlings a jeho podporovatelé pozastavili platnost ústavy z roku 1979, odvolali prezidenta i jeho kabinet, rozpustili parlament a zakázali existující politické strany. Založili Prozatímní radu národní obrany, původně složenou ze sedmi členů s Rawlingsem jako předsedou, aby převzala výkonnou a zákonodárnou moc. Stávající soudní systém byl zachován, ale vedle něj Prozatímní rada národní obrany vytvořila Národní vyšetřovací výbor pro boj s korupcí a s jinými hospodářskými delikty, anonymní občanský prověřovací výbor pro trestání daňových úniků a veřejné tribunály, které soudily různé zločiny. Prozatímní rada národní obrany také oznámila svůj záměr umožnit lidem se zabývat politikou prostřednictvím výborů pro obranu, které měly být zřízeny v komunitách, na pracovištích a v jednotkách policie i ozbrojených sil.
V prosinci 1982 Prozatímní rada národní obrany oznámila plán na decentralizaci vlády z Akkry do regionů, okresů a místních komunit, ale zároveň si udržela celkovou kontrolu nad jmenováním regionálních i okresních tajemníků, kteří vykonávali výkonnou moc a také předsedali krajským a okresním radám. Od místních zastupitelstev se však očekávalo, že postupně převezmou výplatu mezd, přičemž kraje a okresy měly převzít i více pravomocí od vlády. V roce 1984 vytvořila Prozatímní rada národní obrany Národní odvolací tribunál pro projednávání odvolání od veřejných tribunálů, změnila Občanský pověřovací výbor na Úřad pro výběr daní a nahradila systém obranných výborů na Výbory na obranu revoluce.
V roce 1984 Prozatímní rada národní obrany také vytvořila Národní komisi pro demokracii, aby studovala způsoby, jak v Ghaně zavést participativní demokracii. Komise vydala v červenci 1987 "Blue Book", v níž byly uvedeny způsoby pro volby na okresní úrovni, které se konaly koncem roku 1988 a začátkem roku 1989, pro nově vytvořená okresní shromáždění. Třetinu členů zastupitelstev však nadále jmenovala vláda.

#### Období 1982–1987, prvních šest let Rawlingsova režimu
Nová vláda, která převzala moc 31. prosince 1981, byla osmou vládou za patnáct let od pádu Nkrumahova režimu. Prozatímní radě národní obrany předsedal Rawlings. Mezi další členy patřili brigádní generál Joseph Nunoo-Mensah, kterého Limann odvola z funkce velitele armády, další dva důstojníci a tři civilisté. Navzdory svým vojenským konexím dala rada jasně najevo, že se liší od jiných vojenských vlád. To bylo okamžitě prokázáno jmenováním patnácti civilistů do vládních funkcí.
Opozice vůči správě Prozatímní rady národní obrany se však rozvinula v různých sektorech politického spektra. Odpor přišel od Ghanské advokátní komory, která kritizovala vládní využívání lidových soudů. Členové odborového kongresu byli také rozzlobeni, když jim rada nařídila stáhnout požadavky na zvýšení mezd. Národní unie ghanských studentů zašla ještě dál a vyzvala vládu, aby předala moc generálnímu prokurátorovi, který by dohlížel na nové volby. Do konce června 1982 byl odhalen pokus o převrat a ti, kdo do něj byli zapleteni, byli popraveni. Mnozí, kteří nesouhlasili s administrativou Prozatímní rady národní obrany, odešli do exilu, kde začali organizovat vlastní opozici.
V souladu s Rawlingsovým závazkem k populismu, na jehož principu byla založena jeho vláda, začala rada vytvářet vládní koalice a instituce, které by začlenily obyvatelstvo jako celek do národní vlády. Výbory pro obranu pracovníků, Lidové obranné výbory, Občanské prověřovací výbory, Regionální obranné výbory a Národní obranné výbory byly všechny vytvořeny, aby zajistily, že těm, kteří jsou na dně společnosti, bude dána možnost podílet se na rozhodovacím procesu. Tyto výbory se měly zapojit do komunitních projektů a komunitních rozhodování a od jednotlivých členů se očekávalo, že budou odhalovat korupci a "protispolečenskou činnost". Byly také vytvořeny veřejné soudy, které byly zřízeny mimo normální právní systém, aby soudily osoby obviněné z protivládních činů. V červenci a srpnu 1983 proběhl na Ghanské univerzitě čtyřtýdenní workshop, aby tyto lidi morálně a intelektuálně připravili na jejich roli v revoluci.
Různé opoziční skupiny tyto výbory kritizovaly. Argumentovalo se, že agresivita některých členů Výboru pro obranu pracovníků narušovala schopnost managementu činit odvážná rozhodnutí potřebná pro obnovu národního hospodářství. V reakci na takovou kritiku oznámila rada 1. prosince 1984 rozpuštění Lidových obranných výborů, Výborů pro obranu pracovníků a Národních obranných výborů. Ty byly nahrazeny Výbory pro obranu revoluce.
Veřejné tribunály však zůstaly zachovány, přestože byly označeny za nedemokratické. Ačkoliv byly tribunály zřízeny v roce 1982, zákon o vytvoření národního veřejného tribunálu pro projednávání a rozhodování o odvoláních a rozhodnutích regionálních veřejných tribunálů byl přijat až v srpnu 1984. Omezení, která vláda v roce 1984 uvalila na veřejné soudy, mohla být pokusem vlády napravit určité nedostatky v této oblasti. Tribunály však nebyly zrušeny, spíše byly hájeny jako "základ pro dobrý právní systém", který je třeba udržovat v reakci na "rostoucí právní vědomí ze strany lidu".
V době, kdy byly položeny základy těchto společensko-politických institucí, se v Prozatímní radě národní obrany také vedla debata o tom, jak financovat rekonstrukci národního hospodářství. Země skutečně trpěla tím, co někteří popisovali jako nadměrné a nerozumné výdaje Nkrumahova režimu. V době, kdy se v prosinci 1981 rada dostala k moci, míra inflace přesáhla 200 procent a reálný HDP klesal o 3 procenta ročně po dobu sedmi let. Dramaticky poklesla nejen produkce kakaa, ale dokonce i vývoz diamantů a dřeva. Produkce zlata také klesla na polovinu úrovně před vznikem nezávislosti.
Na konci svého prvního roku u moci rada oznámila čtyřletý program ekonomických úspor, který měl být první fází Programu hospodářské obnovy. Pro výrazné zlepšení ekonomiky bylo zapotřebí velké finanční injekce, byly tak potřeba zdroje, které bylo možné získat pouze od mezinárodních finančních institucí. Rada uznala, že při řešení ekonomických problémů Ghany nemůže spoléhat na přátelské národy, jako byla Libye. Velikost krize, zhoršená rozsáhlými požáry v buši, které zdevastovaly produkci plodin v letech 1983 až 1984, byla podpořena i návratem více než jednoho milionu Ghaňanů, kteří byli v roce 1983 vypovězeni z Nigérie, což výrazně zvýšilo nezaměstnanost, která si vyžádala další finanční pomoc.
První fáze Programu hospodářské obnovy začala v roce 1983. Jejím cílem bylo zemi ekonomicky stabilizovat. Obecně řečeno, vláda chtěla snížit inflaci a vytvořit důvěru ve schopnost národa se zotavit. V roce 1987 byl pokrok jasně patrný. Míra inflace klesla na 20 procent a mezi lety 1983 a 1987 rostla i ekonomika Ghany. Oficiální pomoc dárcovských zemí pro program obnovy Ghany činila v roce 1987 v průměru 430 milionů amerických dolarů, což bylo více než dvojnásobek v porovnání s předchozími lety. Prozatímní rada národní obrany také zaplatila splátku přesahující 500 milionů amerických dolarů z dluhů, které vznikly před rokem 1966. S těmito úspěchy byla zahájena druhá fáze programu, která předpokládala privatizaci státem vlastněných aktiv, devalvaci měny a zvýšení úspor i investic. Program měl pokračovat až do roku 1990. Bez ohledu na úspěchy první fáze programu, i nadále zůstalo mnoho problémů nevyřešených. Jedním z důsledků programu byla totiž vysoká nezaměstnanost.
Nezaměstnanost však byla pouze jedním aspektem politických problémů, kterým Prozatímní rada národní obrany čelila. Dalším byla velikost její politické základny. Rada zpočátku podporovala populistický program, který oslovil širokou škálu venkovských i městských voličů. I tak byla rada předmětem značné kritiky ze strany různých skupin, které volaly po návratu k ústavní vládě. Studentské skupiny i opoziční skupiny v dobrovolném exilu zpochybňovaly legitimitu vojenské vlády. V polovině 80. let 20. století bylo zásadní, aby rada prokázala, že aktivně zvažuje kroky směrem k ústavnosti a civilní vládě. Aby se rada mohla posunout požadovaným směrem, potřebovala oslabit vliv a důvěryhodnost všech antagonistických skupin a zároveň vytvořit nezbytné politické struktury, které by přivedly stále více Ghaňanů do procesu národní obnovy. Řešením měly být okresní sněmy.

#### Okresní sněmy
Ačkoliv Národní komise pro demokracii existovala jako agentura Prozatímní rady národní obrany již od roku 1982, teprve v září 1984 byl předsedou jmenován soudce Daniel F. Annan, sám člen vládnoucí rady. Oficiální inaugurace Národní komise pro demokracii v lednu 1985 signalizovala odhodlání rady posunout Ghanu novým politickým směrem. Podle svého mandátu měla komise navrhnout životaschopný demokratický systém s využitím veřejných diskuzí. Annan vysvětloval nezbytnost práce komise tvrzením, že systém minulých politických stran ztratil přehled o procesech socioekonomického rozvoje země. Bylo proto potřeba hledat nové politické uspořádání, které by bylo funkčně demokratické. Podle Annana byla ústavní pravidla z minulosti pro novou revoluci nepřijatelná, neboť dle jeho slov systém používající volební urnu "sloužil pouze k tomu, aby se politici dostali k moci, po nichž se komunikace mezi voliči a politiky zcela vytratila".
Po dvou letech jednání a veřejných slyšení doporučila komise vytvoření okresních sněmů jako místních správních institucí, které by běžnému občanovi nabídly příležitost zapojit se do politiky. Volby do těchto shromáždění byly naplánovány na konec roku 1988.
Po zasedání se shromáždění mělo stát nejvyšším politickým orgánem v každém okrese. Členové shromáždění měli být odpovědní za projednávání, hodnocení, koordinaci a realizaci programů přijatých jako vhodné pro hospodářský rozvoj okresu. Sněmy však měly podléhat obecnému vedení a řízení ústřední vlády. Aby bylo zajištěno, že rozvoj okresů bude v souladu s národní politikou, jednu třetinu členů shromáždění měly tvořit tradiční úřady (náčelníci) nebo jejich zástupci. Tito členové měli podléhat schválení od Prozatímní rady národní obrany. Jinými slovy, sněmům byla poskytnuta určitá autonomie při rozvoji okresů, ale rada si ponechala konečnou odpovědnost za to, aby byly tyto rozvojové programy v souladu s národním programem hospodářské obnovy.
Otázka okresních sněmů byla široce diskutována. Někteří tuto myšlenku uvítali jako slučitelnou s cílem poskytnout lidem příležitost řídit si své vlastní záležitosti, ale jiní, zejména zástupci politické pravice, obvinili vládu, že tím maskuje vlastní záměr zůstat u moci. Podle jejich tvrzení pokud by touha vlády po demokracii byla skutečná, mělo by být její prioritou vytvoření harmonogramu celostátních voleb spíše než starost o místní samosprávu. Někteří zpochybňovali začlenění tradičních náčelníků a míru, do jaké měli být tito tradiční vůdci oddáni myšlence okresních sněmů, zatímco jiní napadli volební směrnice jako nedemokratické. Pro kritiky nebyly okresní sněmy ničím jiným, než snahou Prozatímní rady národní obrany upevnit svou pozici. Rawlings takovou kritiku odmítal.
Bez ohledu na Rawlingsovo vysvětlení různé opoziční skupiny nadále popisovaly okresní shromáždění navržená radou jako pouhý trik pro styk s veřejností, který měl dát vládě, která se k moci dostala nelegální cestou, politickou legitimitu. Dlouholetí pozorovatelé ghanské politické scény však v konfliktu mezi vládou a jejími kritiky identifikovali dva hlavní problémy, způsob, jak dosáhnout politické stability a problém dosažení trvalého hospodářského růstu. Oba tyto problémy zůstaly nevyřešené již od Nkrumahovy éry. Programy hospodářské obnovy zavedené v roce 1983 a návrh okresních shromáždění v roce 1987 byly hlavními prvky vládní strategie k řešení těchto zásadních a přetrvávajících problémů.

#### Konec vlády jedné strany
Pod mezinárodním i vnitrostátním tlakem na návrat demokratického zřízení, umožnila Prozatímní rada národní obrany zřízení 258členného poradního shromáždění složeného z členů zastupujících geografické oblasti i zavedené občanské nebo obchodní organizace. Shromáždění bylo pověřeno vypracováním návrhu ústavy čtvrté republiky s využitím návrhů rady. Jejich návrh byl radou přijat bez úprav 28. dubna 1992 a předložen k celostátnímu referendu, ve kterém s ním souhlasilo 92 % voličů. Dne 18. května 1992 byl v rámci příprav na volby zrušen zákaz stranické politiky. Prozatímní rada národní obrany a její příznivci vytvořili novou stranu, Národní demokratický kongres. Prezidentské volby se konaly 3. listopadu 1992 a parlamentní volby 29. prosince 1992.

### Čtvrtá republika (od roku 1993)

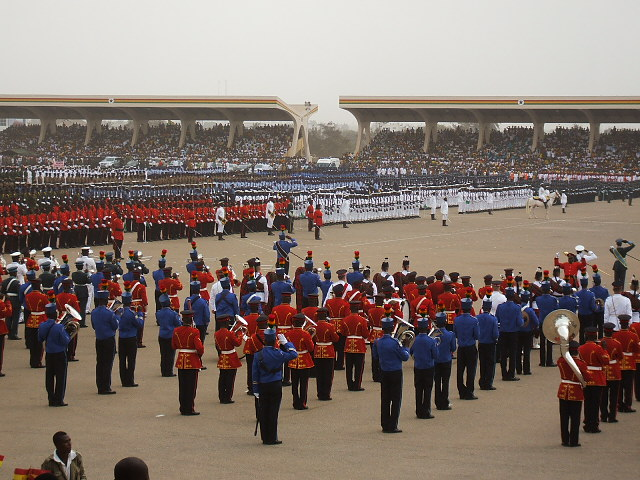
Oslavy 50. výročí zisku nezávislosti, Akkra, 2007

Nová ústava vstoupila v platnost 7. ledna 1993 a začala tak čtvrtá republika. Toho dne se také Rawlings ujal úřadu prezidenta a členové parlamentu složili přísahu. V roce 1996 opozice zpochybnila prezidentské i parlamentní volby, které však domácí i mezinárodní pozorovatelé označili za pokojné, svobodné a transparentní. Rawlings v nich byl opětovně zvolen prezidentem po zisku 57 % hlasů. Jeho strana navíc získala 133 z 200 křesel v parlamentu.
V prezidentských volbách v roce 2000 podpořil Jerry Rawlings svého viceprezidenta Johna Attu Millse, který kandidoval za Národní demokratický kongres. Ve volbách kandidoval i John Kufuor za Novou vlasteneckou stranu. Volby vyhrál Kufuor, který se 7. ledna 2001 ujal prezidentského úřadu. Jeho viceprezidentem se stal Alhaji Aliu Mahama. Obecně byly tyto volby považovány za svobodné a spravedlivé. Během prezidentských voleb v roce 2004 Kufuor obhájil funkci prezidenta.
Během Kufuorovy vlády došlo k několika sociálním reformám, například v roce 2003 proběhla reforma systému národního zdravotního pojištění. V roce 2005 byl zahájen Ghanský školní stravovací program, v jehož rámci bylo ve veřejných školách a školkách v nejchudších oblastech země bezplatně poskytováno jedno teplé jídlo denně. Ačkoliv některé projekty byly kritizovány jako nedokončené nebo podfinancované, pokroky, které Ghana udělala, byly zaznamenány i mezinárodně. V roce 2008 prezident Kufuor rezignoval. Vládnoucí Nová vlastenecká strana zvolila Nanu Akufa-Adda, syna Edwarda Akufa-Adda, jako svého kandidáta do prezidentských voleb. Za Národní demokratický kongres potřetí kandidoval John Atta Mills. Po druhém kole voleb vyhrál John Atta Mills. Prezident však během výkonu funkce dne 24. července 2012 zemřel. Po jeho smrti se prezidentské role dočasně ujal viceprezident John Dramani Mahama. Mahama vyhrál i prezidentské volby v roce 2012 a zůstal ve funkci prezidenta. Ghana v té době byla stabilní demokracií. Během všeobecných voleb v roce 2016 byl prezidentem zvolen Nana Akufo-Addo. Ten post prezidenta obhájil i během voleb v roce 2020.